# Ellen Terry
Pour les articles homonymes, voir Ellen.
Alice Ellen Terry, plutôt connue comme Ellen Terry (27 février 1847 à Coventry - 21 juillet 1928 à Small Huthe), est une actrice britannique de théâtre et du cinéma muet, également impresaria et écrivaine.

## Biographie

### Premières années et début de carrière

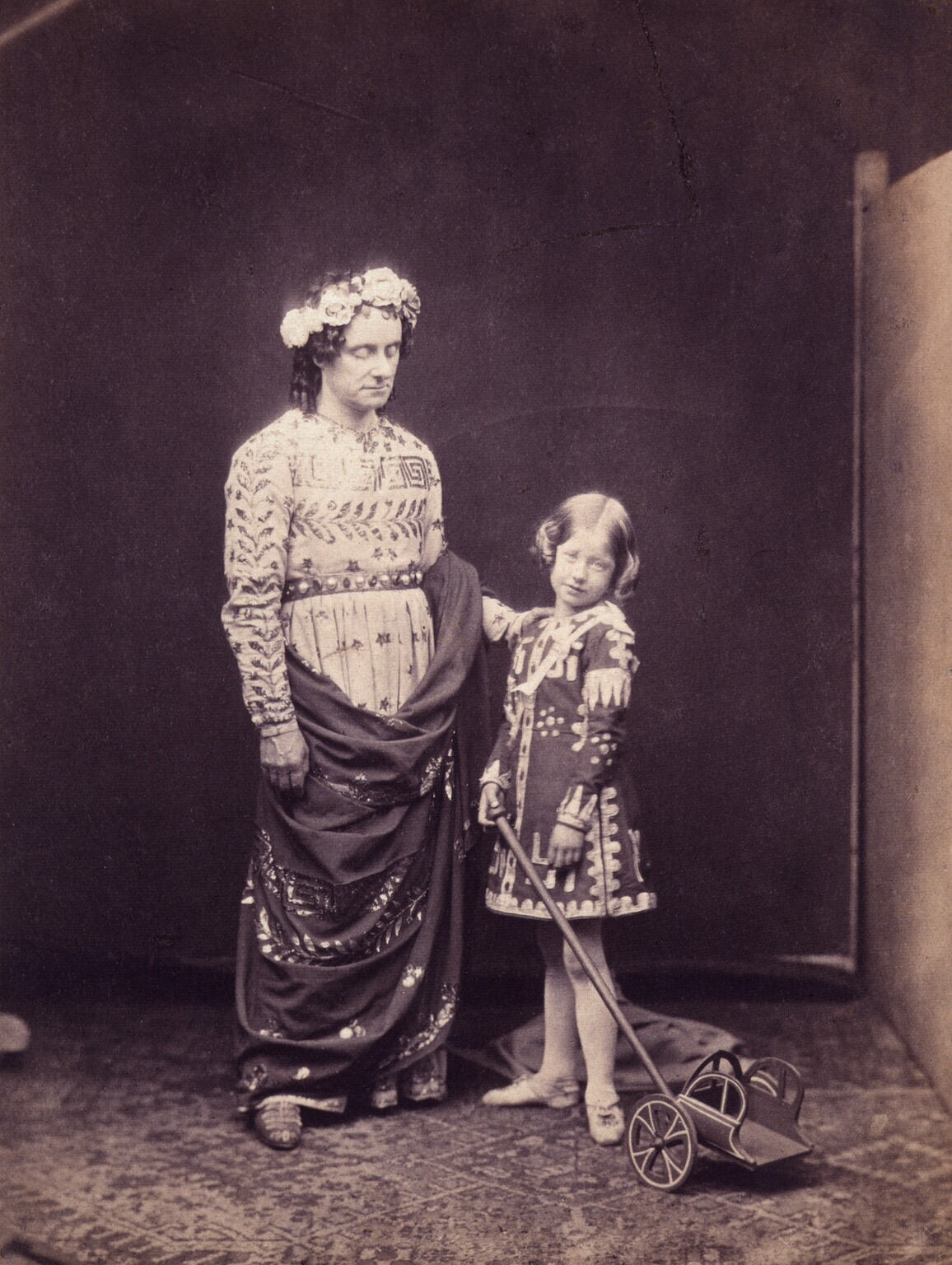
Charles Kean (à gauche) et Ellen Terry dans The Winter's Tale en 1856.

Alice Ellen Terry naît le 27 février 1847 dans une pension de famille à Coventry, au sein d’une famille célèbre de théâtre. A l'âge adulte, elle dit être née en 1848, mais son acte de naissance confirme sa naissance en 1847. Ses parents, Benjamin Terry (1818-1896), d’origine irlandaise, et Sarah Ballard (1819-1892), d’ascendance écossaise, sont acteurs comiques dans une compagnie basée à Portsmouth, où le père de Sarah est pasteur wesleyen. Ils ont onze enfants, dont cinq deviennent acteurs : Kate, Ellen, Marion, Florence et Fred. Deux autres, George et Charles, travaillent dans la gestion de théâtre. Dans son autobiographie The Story of My Life, Ellen décrit son premier souvenir : avoir été enfermée dans le grenier d'une pension de théâtre à Glasgow pendant que son père, sa mère et sa sœur aînée Kate montent sur scène dans un théâtre voisin. Lorsqu'un incendie se déclare dans une des maisons que la famille occupe temporairement, la mère d'Ellen se précipite hors de la scène pour sauver ses jeunes enfants avant de passer à l'acte suivant comme si de rien n'était.
En 1856, Ellen fait sa première apparition sur scène à l’âge de neuf ans dans la pièce The Winter’s Tale de Shakespeare joué au Princess’s Theatre (en) de Londres. Elle joue le rôle de Mamillius, face à Charles Kean dans le rôle de Leontes. Elle joue les rôles de Puck dans A Midsummer Night’s Dream en 1856, Prince Arthur dans King John en 1858 et Fleance dans Macbeth en 1859. Elle travaille au Princess’s Theatre jusqu’à la retraite des Keans en 1859.
Pendant les fermetures estivales du théâtre, le père de Terry présente des spectacles de salon au Royal Colosseum, Regent's Park à Londres, puis en tournée. En 1859, elle apparait dans la comédie de Tom Taylor Nine Points of the Law au Olympic Theatre (en). Pendant les deux années suivantes, Ellen et sa sœur Kate font le tour des provinces britanniques pour jouer des sketches et des pièces de théâtre, accompagnées de leurs parents et d'un musicien.
Entre 1861 et 1862, Ellen est engagée par le Royalty Theatre (en) de Londres, dirigé par Madame Albina de Rhona, où elle joue avec W. H. Kendal (en), Charles Wyndham (en), Henrietta Hodson et d'autres acteurs montants. En 1862, elle rejoint sa sœur Kate dans la troupe de répertoire de J. H. Chute au Theatre Royal de Bristol, où elle joue une grande variété de rôles, y compris des rôles burlesques nécessitant du chant et de la danse, ainsi que des rôles dans Much Ado About Nothing, Othello et The Merchant of Venice. En 1863, Chute ouvre le Theatre Royal (en) de Bath lors d'une soirée où Ellen, 15 ans, joue Titania dans A Midsummer Night's Dream. Elle retourne ensuite à Londres pour rejoindre la compagnie de J. B. Buckstone (en) au Haymarket Theatre dans des rôles classiques de Shakespeare et des rôles plus modernes de Sheridan.

### Mariage avec George Frederic Watts

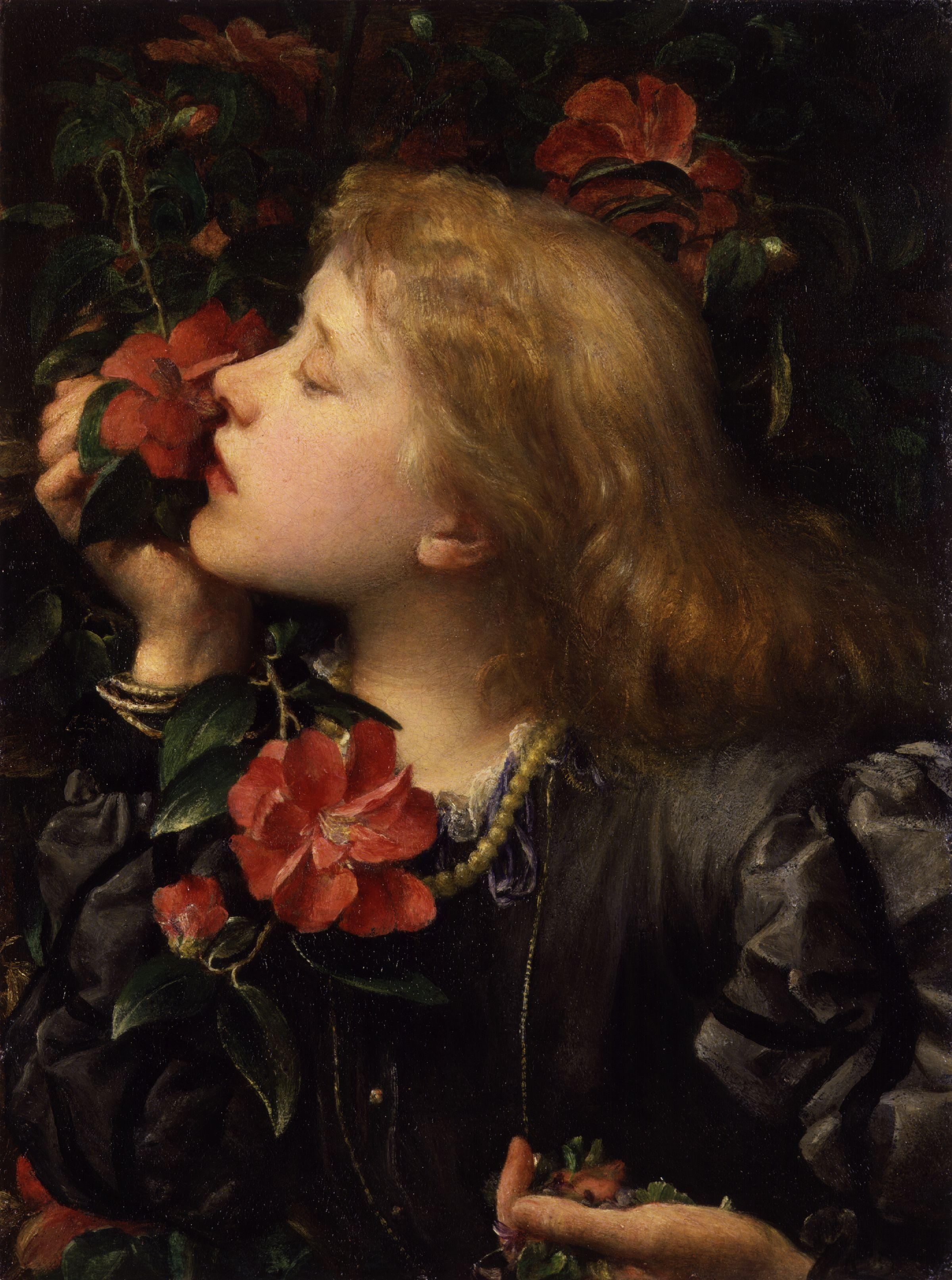
Ellen Terry représentée par son mari George Frederic Watts sur le tableau Choosing, vers 1864.

Terry se marie trois fois et a de nombres relations amoureuses. À Londres, lors de ses fiançailles au Haymarket Theatre, elle et sa sœur Kate font peindre leurs portraits par l'éminent artiste George Frederic Watts. Parmi ces célèbres portraits d'Ellen, on compte Choosing, où elle est représentée comme devant choisir entre des vanités terrestres, symbolisées par des camélias voyants mais inodores, et des valeurs plus nobles symbolisées par des violettes humbles mais parfumées. Parmi les autres portraits célèbres d'elle on trouve Ophelia and Watchman et, en compagnie de Kate, The Sisters. Il demande en mariage Ellen, bien qu'il soit son aîné de trois décennies. Elle est impressionnée par l'art et le style de vie élégant de Watts, et souhaite plaire à ses parents en faisant un mariage avantageux.
Sept jours avant son dix-septième anniversaire, Ellen quitte la scène pendant la tournée de la comédie à succès de Tom Taylor, Our American Cousin jouée au Haymarket Theatre, et dans laquelle elle joue Mary Meredith, pour épouser Watts, âgé de 47 ans, le 20 février 1864 à Saint-Barnabas, à Kensington. Si ses parents se focalisaient sur l'espérance qu'ils y avaient d'une affaire avantageuse et qu'elle leur avait obéi, elle dira plus tard de cette première union précoce et arrangée combien elle lui aura déplu.
Elle est déjà mal à l'aise dans le rôle d'enfant mariée, et le cercle d'admirateurs de Watts, qui compte Mme Prinsep, n'est pas accueillant. Son nouveau mari l'a présentée à plusieurs hommes influents, parmi lesquels William Ewart Gladstone, Benjamin Disraeli, Robert Browning et Alfred Tennyson, mais Ellen préfère jouer "aux indiens et aux chevaliers de la Table Ronde » avec les fils de Tennyson, Hallam et Lionel, plutôt que de s'asseoir à table avec les adultes. Après dix mois de mariage, la famille et les amis d'Ellen organisent une séparation discrète, bien qu'elle décrive la fin de son mariage comme « une catastrophe naturelle, presque inévitable ». Pendant cette courte période, elle a l'occasion de rencontrer de nombreuses personnes cultivées, talentueuses et importantes, telles que la photographe Julia Margaret Cameron. Grâce aux peintures d'elle par Watts et de lien avec lui, elle « est devenue une figure culte pour les poètes et les peintres des derniers mouvements préraphaélites et esthétiques, dont Oscar Wilde ».

### Liaison avec Edward Godin
Elle reprend sa carrière au théâtre en 1866. En 1867, Terry joue dans plusieurs pièces de Tom Taylor, dont A Sheep in Wolf's Clothing au Adelphi Theatre, The Antipodes au Theatre Royal de Drury Lane et Still Waters Run Deep au Queen's Theatre de Long Acre. Elle joue plus tard cette année-là pour la première fois face à Henry Irving, dans les rôles-titres de Katherine et Petruchio, la version en un acte de David Garrick de The Taming of the Shrew.
En 1868, malgré l'objection des mêmes parents qui l'avaient mariée de force adolescente, elle entame une relation avec l'architecte-designeur et essayiste progressiste Edward William Godwin (en), âgé de 44 ans, un autre homme dont elle admire le goût, qu'elle a rencontré quelques années auparavant. Ils emménagent à Pigeonwick, une maison à Harpenden, où elle prend sa retraite d'actrice pendant six ans. Ellen étant toujours mariée à Watts, le divorce n'étant finalisé qu'en 1877, elle et Godwin ne pouvaient pas se marier. Cependant, ils ont une fille, Edith Craig en 1869 et un fils, Edward Gordon Craig en 1872. Le nom de famille Craig est choisi pour éviter les stigmates de l'illégitimité, mais leur cohabitation et leurs enfants nés hors mariage sont considérés comme scandaleux.
La préoccupation de Godwin (en) pour sa pratique architecturale et ses difficultés financières éloigne le couple. Cependant, même après leur séparation en 1875, Godwin (en) continue à concevoir les costumes d'Ellen, lorsqu'elle remonte sur scène. En 1874, Terry joue dans un certain nombre de rôles de Charles Reade : Philippa Chester dans The Wandering Heir, Susan Merton dans It's Never Too Late to Mend, et Helen Rolleston dans Our Seamen. Cette même année, elle se produit au Crystal Palace avec Charles Wyndham (en) dans le rôle de Volante dans The Honeymoon de John Tobin et dans celui de Kate Hardcastle dans She Stoops to Conquer d'Oliver Goldsmith.
En 1875, Terry est acclamée pour sa performance dans le rôle de Portia dans The Merchant of Venice au Prince of Wales Theatre, sous la direction des Bancrofts. Oscar Wilde écrit un sonnet inspiré par son interprétation : « Aucune femme que Veronese contempla / n'était à moitié aussi belle que vous telle que je vous vois ». Elle interprète ce rôle plusieurs fois dans sa carrière jusqu'à sa dernière apparition en tant que Portia au Old Vic Theatre de Londres en 1917.
En 1876, elle joue Lady Teazle dans The School for Scandal, Blanche Haye dans une reprise par T. W. Robertson de Ours, et le rôle-titre dans Olivia de William Gorman Wills au Court Theatre (une adaptation de The Vicar of Wakefield), où elle rejoint la compagnie de John Hare. En novembre 1877, elle épouse Charles Clavering Wardell, de son nom de scène Charles Kelly, un acteur et journaliste qu'elle rencontre lorsqu'elle joue les pièces de Reade, mais ils se séparent en 1881. Après cela, elle se réconcilie finalement avec ses parents, qu'elle n'a pas vu depuis qu'elle a commencé à vivre hors mariage avec Godwin (en).

### Succès au Lyceum Theatre

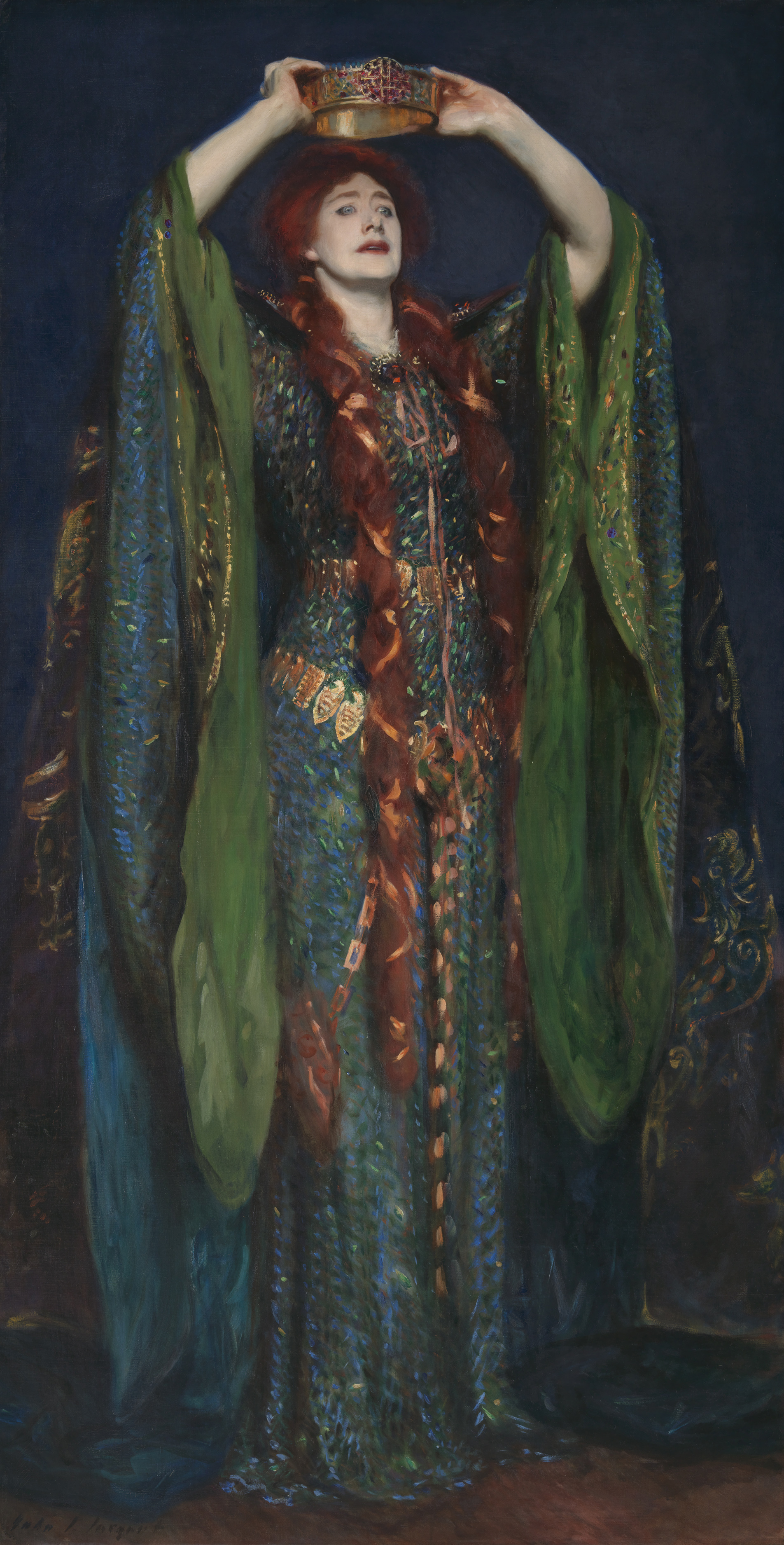
Ellen Terry en Lady Macbeth, par John Singer Sargent en 1889.

En 1878, Ellen, 30 ans, rejoint la compagnie d'Henry Irving au Lyceum Theatre en tant qu'actrice principale avec un salaire généreux, et commence par le rôle d'Ophelia, face à Irving, dans Hamlet. Bientôt, elle est considérée comme la principale actrice shakespearienne en Grande-Bretagne et, en partenariat avec Irving, elle conserve cette prestigieuse place pendant plus de 20 ans jusqu'à ce qu'ils quittent le Lyceum en 1902. Leur mise en scène de The Merchant of Venice en 1879 est joué lors de 250 soirées, et le succès continue avec les pièces de Tennyson, Bulwer-Lytton, Reade, Sardou et les pièces d'autres dramaturges contemporains, tels que W. G. Wills.
En 1879, le Times présente le du jeu d'Ellen dans All is Vanity, or the Cynic's Defeat de Paul Terrier : « Mademoiselle Terry, avec Iris, a donné une performance au charme inimitable, pleine de mouvement, d'aisance et de rires... l'harmonie la plus exquise et la grâce naturelle... une telle Iris aurait bien pu faire tourner la tête de Diogène lui-même ». En 1880, au Lyceum, elle interprète le rôle-titre de Iolanthe dans une adaptation de King René's Daughter. The Era publie : « Rien de plus réussi et enchanteur que la grâce, la simplicité et la douceur féminine de l'aveugle Iolanthe, interprétée par Miss Ellen Terry, n'a été vu de mémoire sur scène. L'interprétation était délicieusement parfaite... exquise... la démonstration des talents particulièrement fascinants de Mlle Ellen Terry, qui a réalisé un triomphe incontestable... et a été acclamée encore et encore ». En 1881, elle est décrite dans le journal The Era : « [elle est] plus qu'une actrice gracieuse, raffinée et tendrement émouvante. Elle a l'angle du visage préraphaélite, les os de la poitrine préraphaélites, les yeux et les lèvres préraphaélites. Elle est... à juste titre chère au théâtre mais doublement chère au mouvement Esthétique ». Helena Modjeska déclare : « Celui qui a rencontré Ellen Terry sait qu'elle est irrésistible, et je l'ai aimée dès le début ».
Parmi ses rôles les plus célèbres avec Irving on compte Ophelia, Pauline dans The Lady of Lyons (en) d'Edward Bulwer-Lytton en 1878, Portia en 1879, la reine Henrietta Maria dans le drame de William Gorman Wills Charles I en 1879, Desdemona dans Othello en 1881, Camma dans la courte tragédie de Tennyson The Cup en 1881, Beatrice dans Much Ado About Nothing, un autre de ses rôles phares en 1882 et souvent par la suite, Juliet dans Romeo and Juliet en 1882, Jeanette dans The Lyons Mail en 1883, la rôle titre dans la comédie romantique de Reade Nance Oldfield en 1883, Viola dans Twelfth Night en 1884, Margaret dans l'adaptation de longue date de Faust par Wills en 1885, le rôle titre dans Olivia en 1885, qu'elle a joué plus tôt au Court Theatre, Lady Macbeth dans Macbeth en 1888 sur une musique d'Arthur Sullivan, Queen Katherine dans Henry VIII en 1892, Cordelia dans King Lear en 1892, Rosamund de Clifford dans Becket d'Alfred Tennyson en 1893, Guinevere dans King Arthur de J. Comyns Carr avec une musique de scène de Sullivan en 1895, Imogene dans Cymbeline en 1896, le personnage principal de la pièce Madame Sans-Gêne de Victorien Sardou et Émile Moreau en 1897 et Volumnia dans Coriolanus en 1901.

#### Costumes
La styliste Alice Comyns Carr et la couturière Ada Nettleship conçoivent les costumes d'Ellen Terry à partir de 1886, jusqu'à son départ de la Lyceum Company en 1902.  Leur création la plus célèbre est la robe Beetle W, vert-bleu scintillante pour Lady Macbeth en 1888, crochetée par Nettleship avec du fil bohémien et des ailes de scarabées, immortalisée par un portrait de John Singer Sargent dans le tableau Ellen Terry en Lady Macbeth,.
Elles réalisent encore une robe pour une production d'Henri VIII,  et une robe pour la pièce Henri de Navarre dont Ellen Terry se plaint qu'elle est extrêmement lourde en raison de l'utilisation de paniers en acier et de surpiqûres importantes avec des bijoux. Ada Nettleship habille également Ellen Terry dans les rôles de Cordélia dans Le Roi Lear (1892), Guenièvre dans Le Roi Arthur (1895) et Imogène dans Cymbeline (1896)

### Amitié avec Oscar Wilde
Edward Godwin décore la maison d'Oscar Wilde, à Tite Street, où il habite avec Frank Miles. Plus tard, il rénovera celle qu'il occupe dans la même rue avec son épouse Constance Lloyd. Oscar Wilde assiste à la représentation de Charles I au Lyceum, le 27 juin 1879, dans laquelle elle interprète le rôle de la reine Henrietta Maria. Emu par sa prestation, il écrit un poème en son honneur. Il lui envoie son sonnet  « Queen Henrietta Maria (Charles I, acte iii » dans une lettre déclarant sa « fidèle admiration » pour son talent : « Aucune actrice ne m'a jamais touché comme vous. Je ne pense pas que vous aurez jamais un regard plus sincère et un admirateur plus passionné que moi ». Ce sonnet, publié dans The World le 16 juillet 1879, commence par ces vers : « Dans la tente solitaire, attendant la victoire, Elle se tient les yeux marqués par les brumes de la douleur, Comme un lys blême inondé de pluie ». Ellen est fière que sa performance ait inspiré ce « joli sonnet ». Dans ses mémoires, elle écrit : « Ces mots "lys blême" représentait parfaitement ce que j'avais essayé de transmettre, non seulement dans cette pièce, mais aussi dans Ophelia. J'espère avoir assez remercié Oscar à l'époque. Maintenant, il est mort et je ne peux plus le remercier... Tant de mauvaise poésie a été écrite pour moi que ces beaux sonnets d'un vrai poète auraient dû me faire le plus grand plaisir ».
Lorsqu'elle apparaît dans The Merchant of Venice, Oscar Wilde écrit « Portia » en hommage à sa beauté. Son sonnet « Camma » commémore son interprétation de la prêtresse d'Artémis dans The Cup de Tennyson, pièce dans laquelle Ellen interprète le rôle principal et Florence Balcombe, l'ancienne fiancée d'Oscar, une vestale. Lors d'une représentation au Lyceum Theatre le 3 janvier 1881, Oscar envoie deux couronnes de fleurs à Ellen, accompagnées de ces mots : « Acceptez l'une des deux, celle qui, selon vous, vous conviendra le mieux. L'autre - ne me croyez pas sournois, Nellie - mais l'autre, s'il vous plaît, donnez-la à Florrie de votre part. J'aimerais penser qu'elle portait quelque chose à moi le premier soir où elle est montée sur scène, que quelque chose de moi l'aurait touchée. Bien sûr si vous pensez - mais vous ne pensez pas qu'elle me soupçonnera ? Comment pourrait-elle ? Elle pense que je ne l'ai jamais aimée, elle pense que je l'ai oubliée. Mon Dieu, comment pourrais-je ! ».
Ellen admire ses « très beaux » yeux. Elle est décrite par Oscar Wilde comme étant « la plus gentille, la plus douce et la plus belle des femmes ». Ils deviennent des amis proches. Il lui envoie une photographie signée « pour la chère et merveilleuse Ellen ». Elle déclare à son tour : « Les hommes les plus remarquables que j'ai connus étaient, sans aucun doute, Whistler et Oscar Wilde... il y avait en chacun d'eux quelque chose de plus instantanément individuel et audacieux qu'il n'est possible de décrire ».
En septembre 1880, Oscar lui envoie un exemplaire de sa pièce Vera ; or, The Nihilists, relié en cuir rouge foncé avec son nom à elle gravé en or sur la reliure. Il signe « de la part de son sincère admirateur l'auteur » et écrit : « Peut-être qu'un jour j'aurai la chance d'écrire quelque chose digne de votre jeu ». Bien que flattée, elle refuse de jouer Vera.

### Tournées américaines

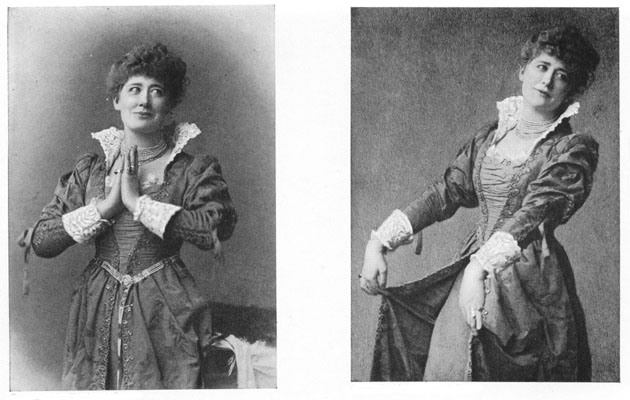
Ellen Terry en Béatrice, dans Much Ado About Nothing, vers 1882.

Terry fait ses débuts américains en 1883, jouant la reine Henrietta face à Irving dans Charles I. Parmi les autres rôles qu'elle interprète lors de cette tournée et des six tournées nord-américaines suivantes avec Irving, on compte Jeanette, Ophelia, Beatrice, Viola et son rôle le plus célèbre, Portia. Son dernier rôle au Lyceum est celui de Portia en 1902, après quoi elle fait une tournée dans les provinces britanniques avec Irving et sa compagnie durant l'automne. Selon le livre de Sir Michael Holroyd sur Irving et Ellen Terry, A Strange Eventful History, après la mort d'Irving, Ellen déclare qu'elle et Irving ont été amants et que : « Nous étions terriblement amoureux pendant un moment ». Irving est séparé, mais pas divorcé de sa femme. Elle se sépare de Wardell en 1881 et Irving est le parrain de ses deux enfants. Ils voyagent ensemble en vacances et Irving écrit des lettres tendres à Ellen.
À Londres, Ellen vit à Earls Court avec ses enfants et ses animaux de compagnie dans les années 1880, d'abord à Longridge Road, puis à Barkston Gardens en 1889, bien qu'elle possède des maisons de campagne. En 1900, elle achète une ferme à Small Hythe dans le Kent, où elle vit le restant de ses jours. En 1889, son fils Edward Gordon rejoint la compagnie du Lyceum en tant qu'acteur jusqu'en 1897, date à laquelle il se retire de la scène pour étudier le dessin et produire des gravures sur bois. Sa fille Edith joue également au Lyceum pendant plusieurs années à partir de 1887, mais elle se tourne finalement vers la mise en scène et la conception de costumes, créant des costumes pour Ellen, Lillie Langtry et d'autres acteurs au début du XXe siècle.

### Collaboration avec George Bernard Shaw

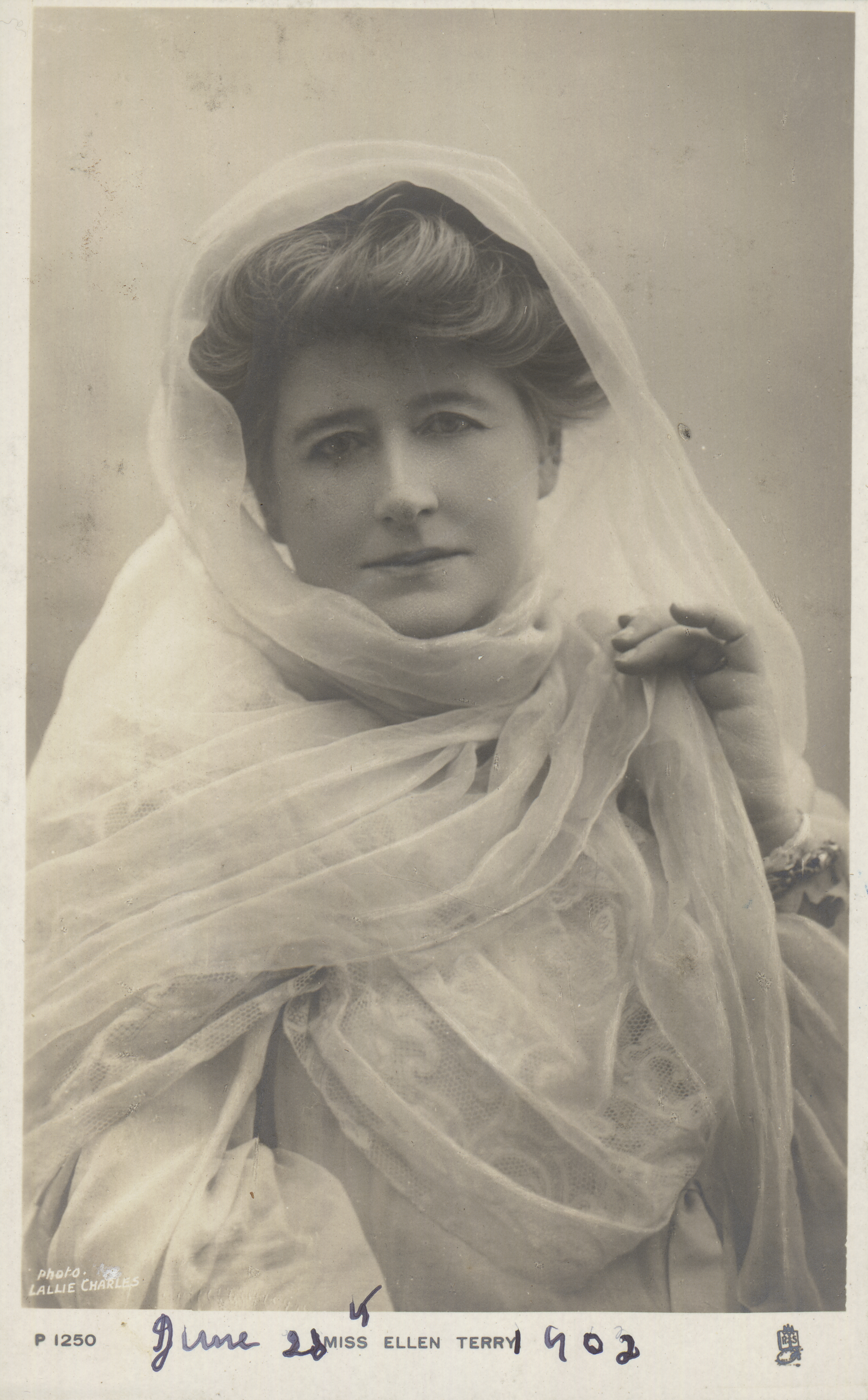

En 1902, Ellen joue Mistress Page dans The Merry Wives of Windsor, avec Herbert Beerbohm Tree dans le rôle de Falstaff et Madge Kendal dans le rôle de Mistress Ford. Dans les années 1890, Terry se lie d'amitié et entretient une correspondance célèbre avec George Bernard Shaw, qui souhaite commencer une production théâtrale avec elle. En 1903, Ellen forme une nouvelle compagnie théâtrale, prenant en charge la gestion du Imperial Theatre avec son fils, après que son partenaire Irving a mis fin à son contrat au Lyceum en 1902. Elle détient un contrôle artistique complet et peut choisir les œuvres dans lesquelles elle apparaît, comme Irving l'a fait au Lyceum. La nouvelle entreprise se concentre sur les pièces de Shaw et Henrik Ibsen, comprenant The Vikings de ce dernier en 1903 avec Ellen dans le rôle de la guerrière Hiordis. La gestion du théâtre s'avère un échec financier pour Ellen, qui espérait que l'entreprise mettrait en valeur les talents de décorateur et de réalisateur de son fils et les costumes de sa fille. Elle fait une tournée en Angleterre, prend des engagements à Nottingham, Liverpool et Wolverhampton, et joue le rôle-titre en 1905 de Alice-Sit-by-the-Fire de J. M. Barrie au Duke of York's Theatre (en). Irving meurt en 1905, et Ellen quitte brièvement la scène.
Elle retourne sur scène en avril 1906, acclamée dans le rôle de Lady Cecily Wayneflete dans Captain Brassbound's Conversion de Shaw au Court Theatre et entame une tournée à succès avec ce rôle en Grande-Bretagne et en Amérique.

### Mariage avec James Crew
Le 12 juin 1906, son jubilé d'or est commémoré par un gala étoilé au Drury Lane Theatre, au cours duquel chante Enrico Caruso, W. S. Gilbert dirige une représentation de Trial by Jury, Eleonora Duse, Mme Patrick Campbell, Lillie Langtry, Herbert Beerbohm Tree, Nellie Melba et plus de 20 membres de la famille d'Ellen interprètent un acte de Much Ado about Nothing avec elle, parmi d'autres performances. L'événement permet de recueillir £6000 pour Ellen. Elle apparaît ensuite au His Majesty's Theatre dans le rôle d'Hermione dans la production de The Winter's Tale par Tree. En 1907, elle fait une tournée en Amérique dans Captain Brassbound's Conversion sous la direction de Charles Frohman. Au cours de cette tournée, le 22 mars 1907, elle épouse sa covedette, l'américain James Carew (en), qui s'est produit avec elle au Court Theatre. Il est de 30 ans son cadet et le couple se sépare après deux ans, bien qu'ils ne divorcent jamais.
En 1908, elle est de retour au His Majesty's Theatre, jouant tante Imogène dans la pièce Pinkie and the Fairies de W. Graham Robertson (en). Elle joue Nance Oldfield dans A Pageant of Great Women écrit en 1909 par Cicely Hamilton et mis en scène par la fille de Terry, Edith Craig. En 1910, elle fait une tournée en province puis aux États-Unis qui remporte beaucoup de succès, jouant, récitant et donnant des conférences sur les héroïnes de Shakespeare. De retour en Angleterre, elle interprète des rôles tels que Nell Gwynne en 1911 dans The First Actress de Christopher St. John, dans l'une des premières productions de la société théâtrale Pioneer Players, fondée en 1911 par Craig et dont Ellen est la présidente. Toujours en 1911, elle enregistre des scènes de cinq rôles de Shakespeare pour la Victor Talking Machine Company : ce sont les seuls enregistrements connus de sa voix.
De 1914 à 1915, Ellen fait une tournée en Australasie, aux États-Unis et en Grande-Bretagne, récitant à nouveau et donnant des conférences sur les héroïnes de Shakespeare. Pendant son séjour aux États-Unis, elle subit une opération pour l'ablation de la cataracte des deux yeux, mais l'opération n'est que partiellement réussie. En 1916, elle interprète Darling dans The Admirable Crichton de Barrie. Pendant la Première Guerre mondiale, elle a joué dans de nombreuses prestations de guerre.

### Films et dernières années

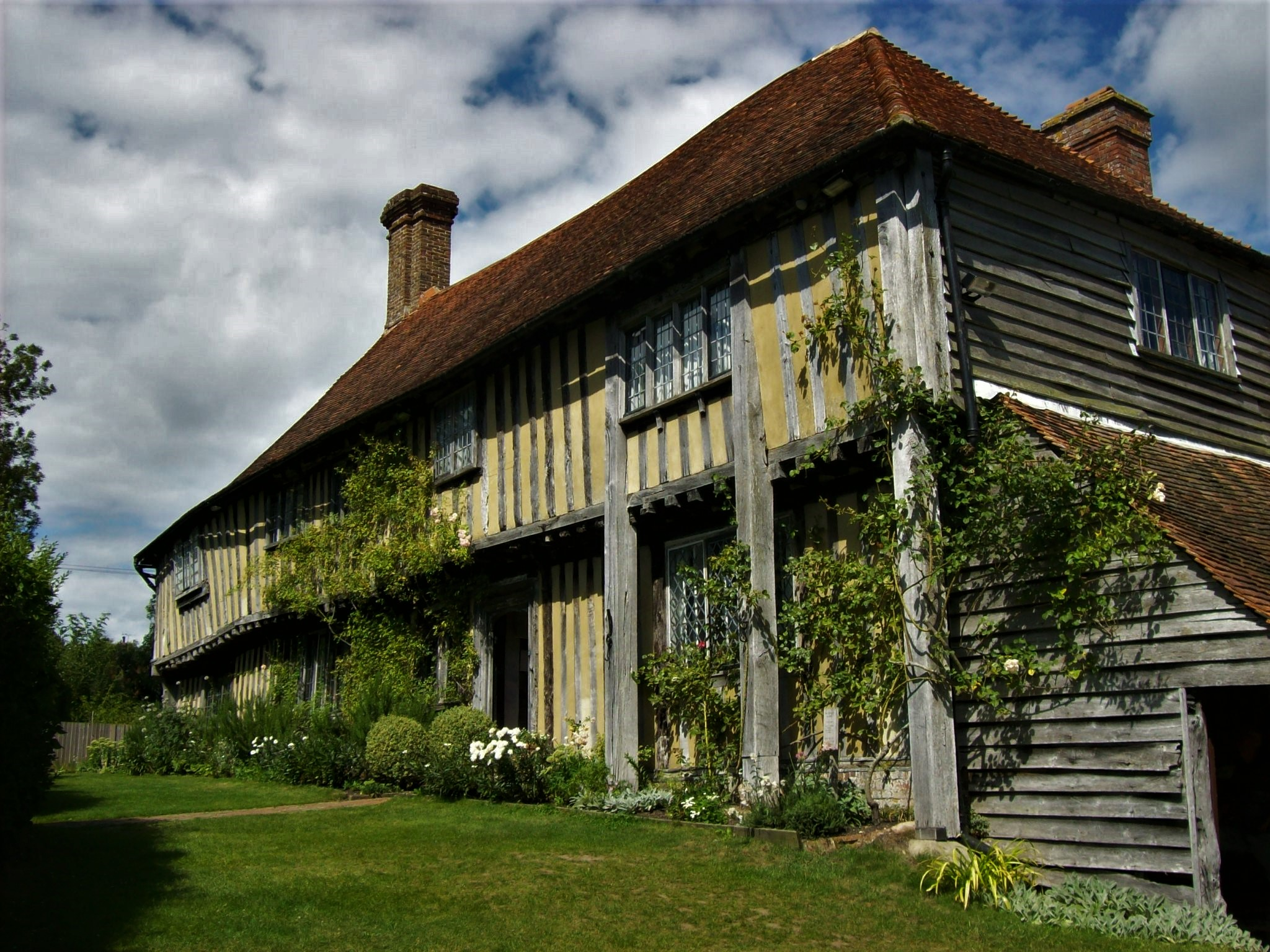
Smallhythe Place, la maison d'Ellen Terry de 1900 à 1928.

En 1916, elle apparaît dans son premier film dans le rôle de Julia Lovelace dans Her Greatest Performance et continue à jouer à Londres et en tournée, réalisant également quelques autres films jusqu'en 1922, dont Victory and Peace en 1918, Pillars of Society en 1920, Potter's Clay en 1922 et The Bohemian Girl en 1922 dans le rôle de Buda l'infirmière, avec Ivor Novello et Gladys Cooper. Pendant ce temps, elle continue à donner des conférences sur Shakespeare à travers l'Angleterre et l'Amérique du Nord. Elle joue également des scènes de pièces de Shakespeare dans des music-halls sous la direction d'Oswald Stoll. Son dernier rôle entièrement mis en scène est celui de la servante dans Romeo and Juliet au Lyric Theatre de Shaftesbury Avenue en 1919.
En 1920, elle se retire de la scène et en 1922 du cinéma. Elle revient pour jouer Susan Wildersham dans la pièce de théâtre de Walter de la Mare, Crossings, en novembre 1925 au Lyric Hammersmith Theatre.
En 1922, l'Université de St Andrews confère un doctorat honorifique à Terry, et en 1925, elle est nommée Dame de l'ordre de l'Empire britannique. Elle est seulement la deuxième actrice, après Geneviève Ward, à être nommée pour ses réalisations professionnelles. Au cours de ses dernières années, elle perd progressivement la vue et souffre de sénilité. Stephen Coleridge publié anonymement un volume annoté de sa correspondance avec Terry, The Heart of Ellen Terry, en 1928.

### Mort

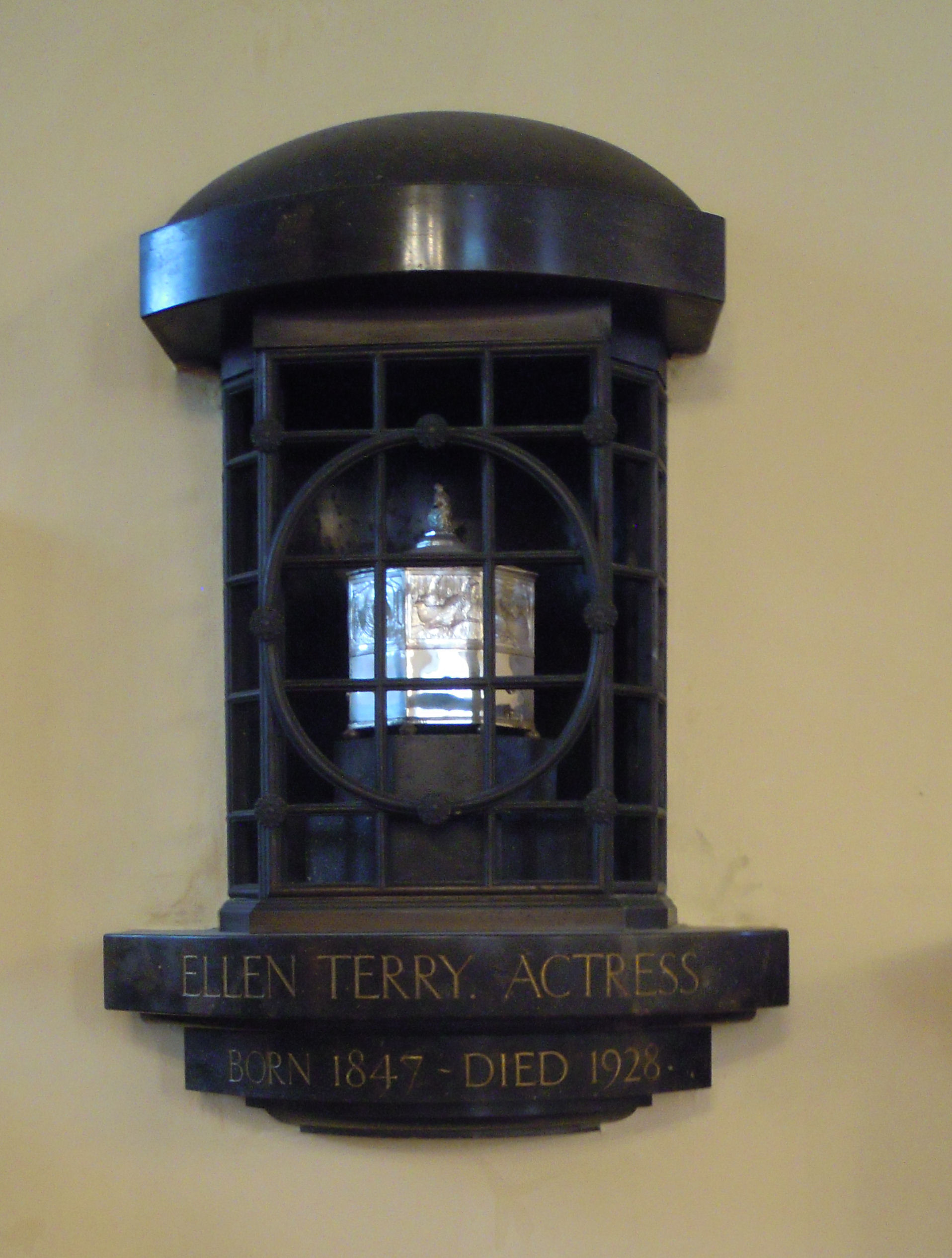
Les cendres d'Ellen Terry dans la cathédrale Saint-Paul de Londres.

Le 21 juillet 1928, Ellen meurt d'une hémorragie cérébrale chez elle à Smallhythe Place (en), près de Tenterden dans le Kent, à l'âge de 81 ans. Son fils Edward se souvient plus tard : « Ma mère avait l'air d'avoir 30 ans... une belle jeune femme allongée sur le lit, comme Juliette dans son cercueil ». Margaret Winser fait son masque mortuaire. Ellen est incinérée au Golders Green Crematorium. Ses cendres sont conservées dans un calice en argent sur le côté droit du chœur de l'église des acteurs, la cathédrale Saint-Paul de Londres, où une plaque commémorative est inaugurée par Sir John Martin-Harvey (en).

### Héritage
Après sa mort, le Ellen Terry Memorial Museum est fondé par Edith Craig à la mémoire de sa mère à Smallhythe Place, une maison du début du XVIe siècle qu'elle a achetée au début du XXe siècle. Le musée est repris par le National Trust en 1947.
La fille de Terry, Edith Craig, devient directrice de théâtre, metteuse en scène, costumière et l'une des premières pionnières du mouvement pour le suffrage des femmes en Angleterre. Le fils d'Ellen, Edward Gordon Craig, devient acteur, concepteur de décors et d'effets, illustrateur et réalisateur. Il fonde également la Gordon Craig School for the Art of the Theatre à Florence, en Italie, en 1913. L'acteur John Gielgud est le petit-neveu d'Ellen et l'illustratrice Helen Craig (en) est son arrière-petite-fille.
Une partie des archives d'Ellen Terry est conservée par l'Université de Coventry, qui possède également un bâtiment Ellen Terry, l'ancien cinéma Odeon à Jordan's Well.

## Galerie

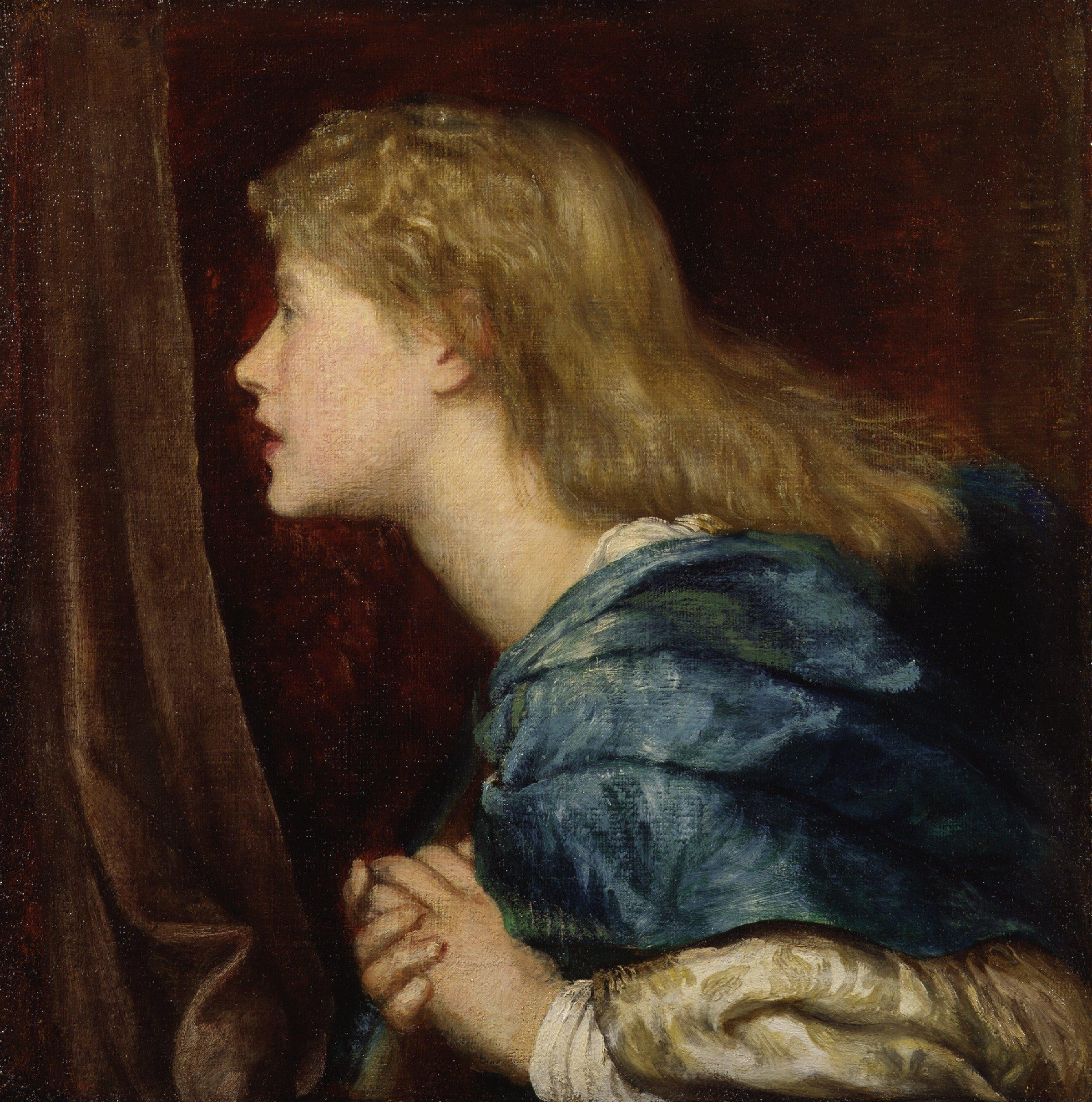
Dame (Alice) Ellen Terry par George Frederic Watts, en 1864.
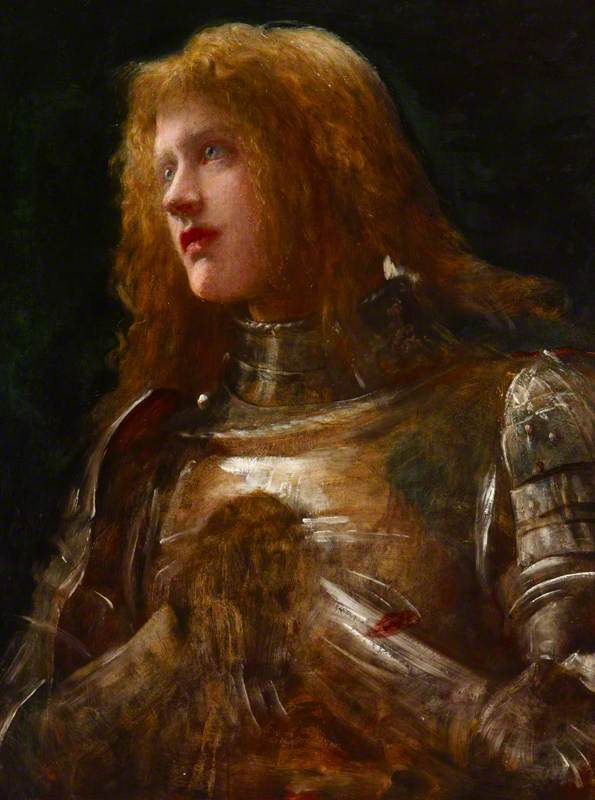
Watchman, What of the Night? (Dame Alice Ellen Terry) par George Frederic Watts, en 1867.
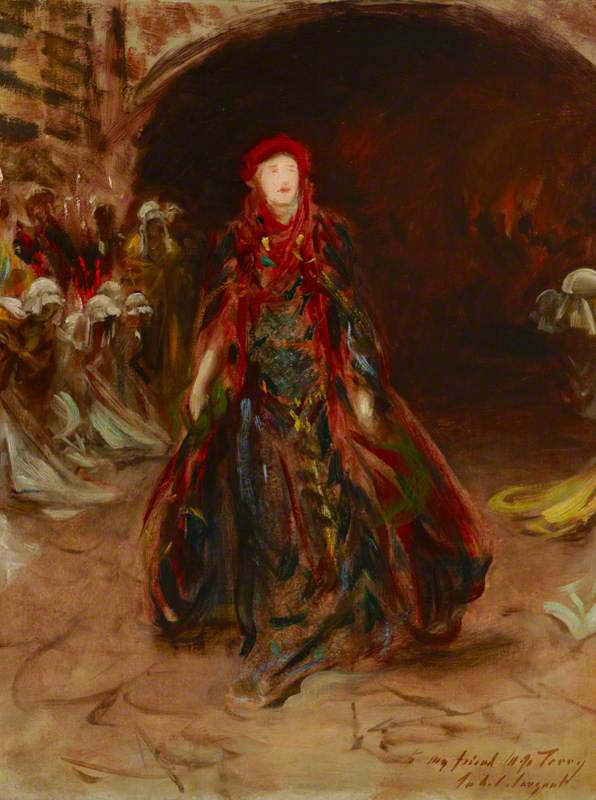
Esquisse d'Ellen Terry en Lady Macbeth par John Singer Sargent.
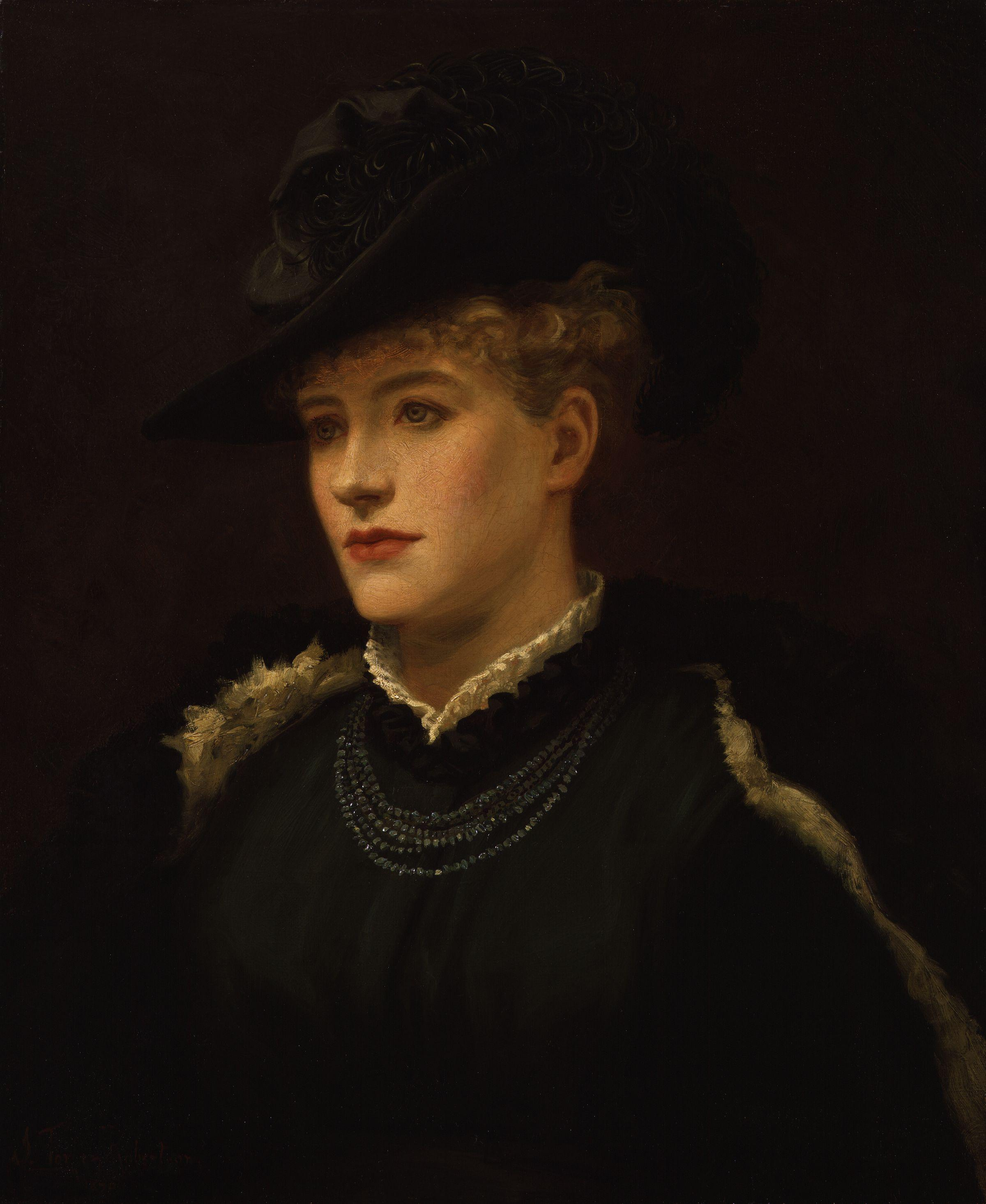
Dame (Alice) Ellen Terry par Sir Johnston Forbes-Robertson.
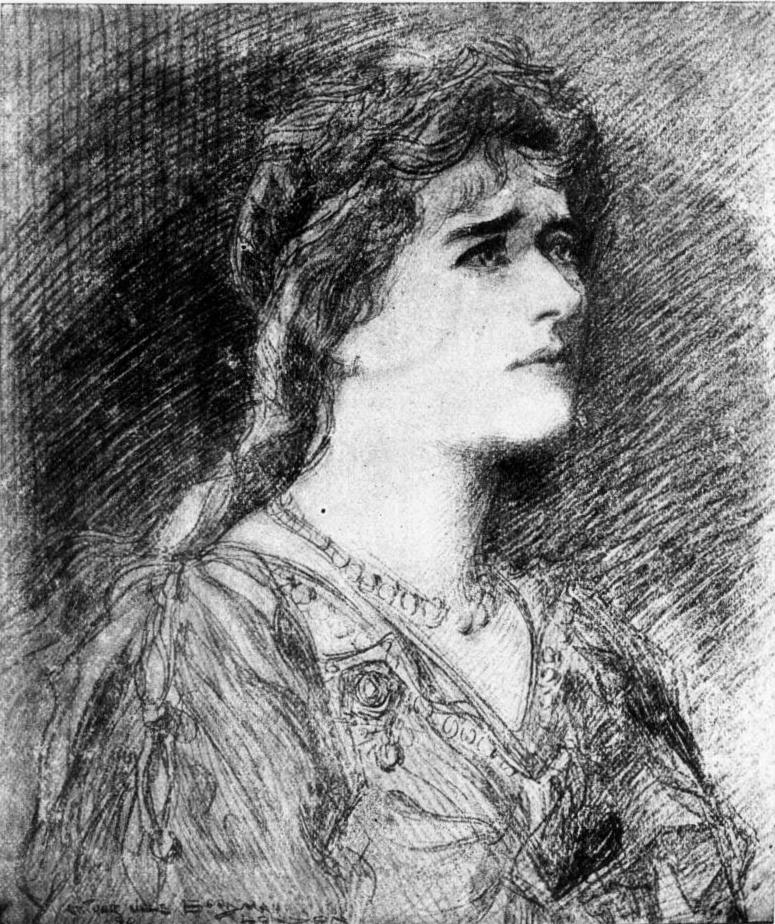
Esquisse d'Ellen Terry en Cordelia dans King Lear par Arthur Jule Goodman.
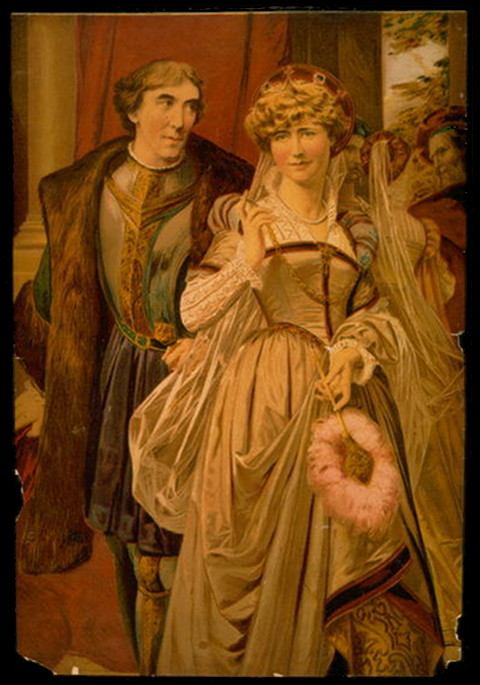
Chromolitographie de Henry Irving et Ellen Terry dans Much Ado About Nothing.
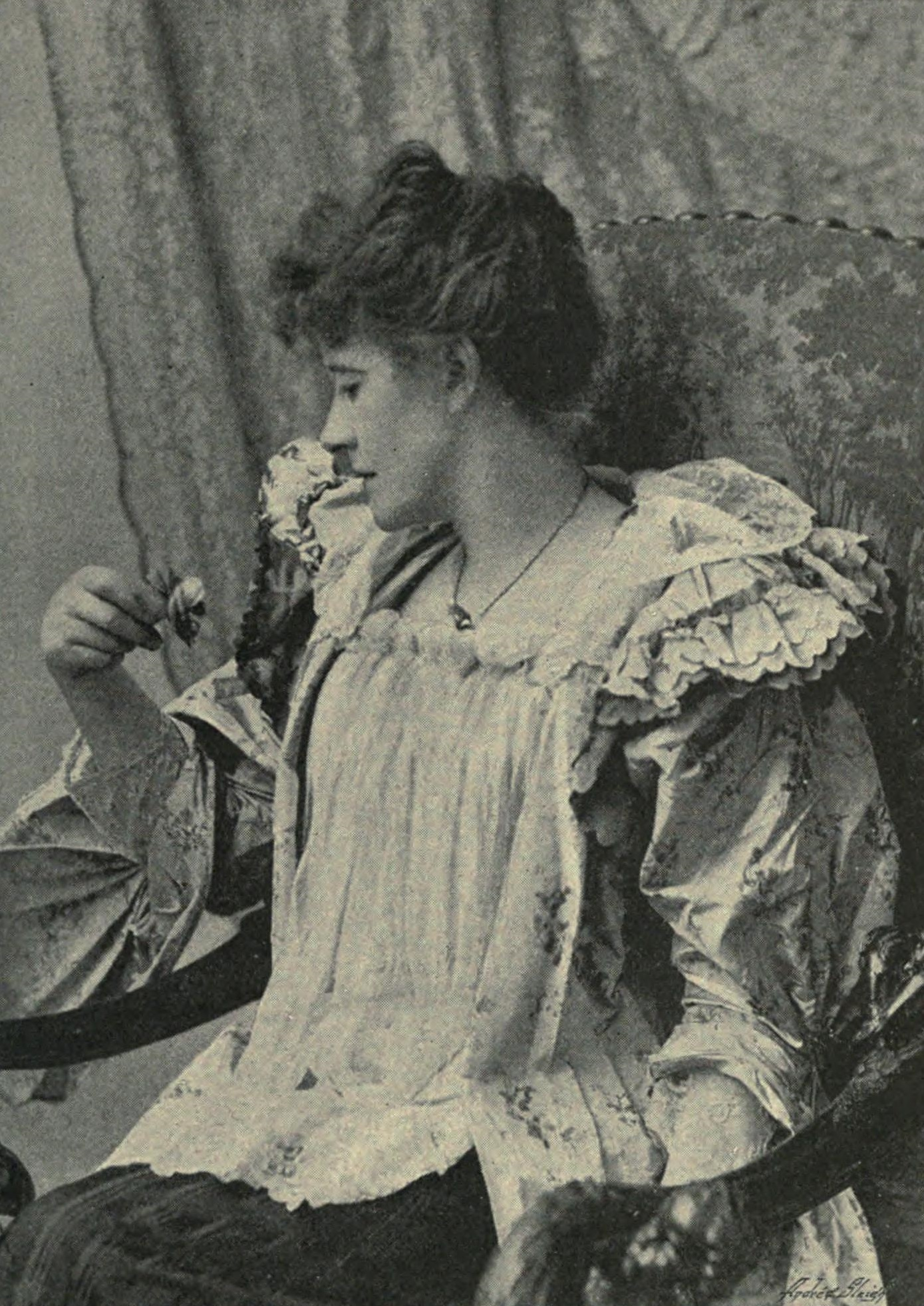
Photo d'Ellen Terry.
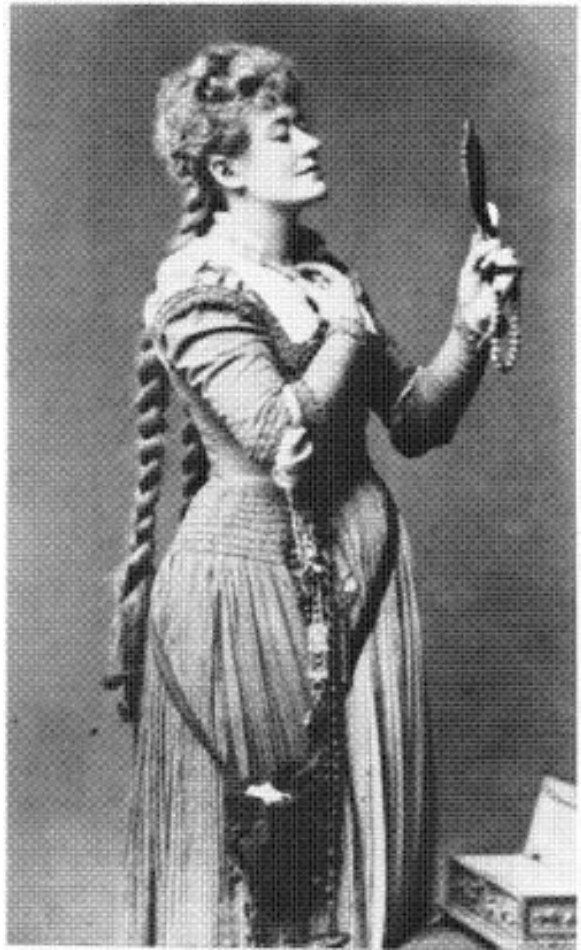
Ellen Terry en Margaret dans Faust.
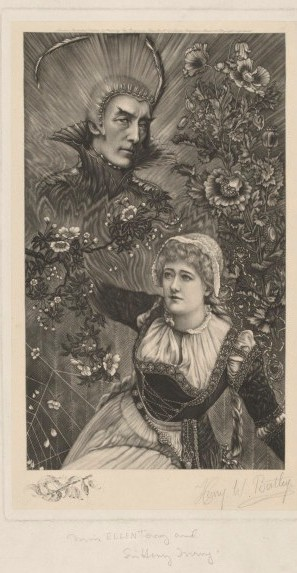
Henry Irving et Ellen Terry dans Faust.
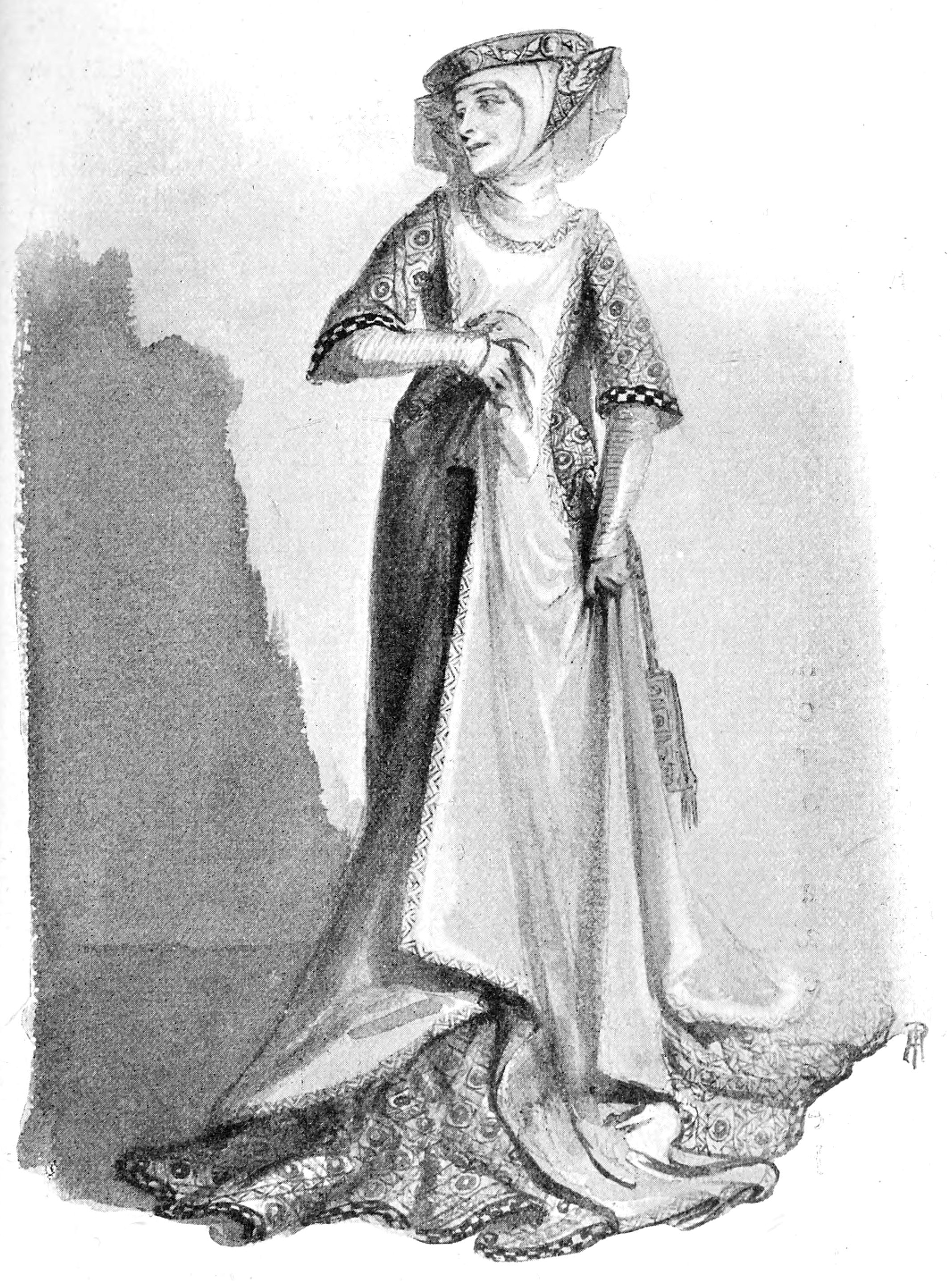
Ellen Terry en Mistress Page dans The Merry Wives of Windsor.
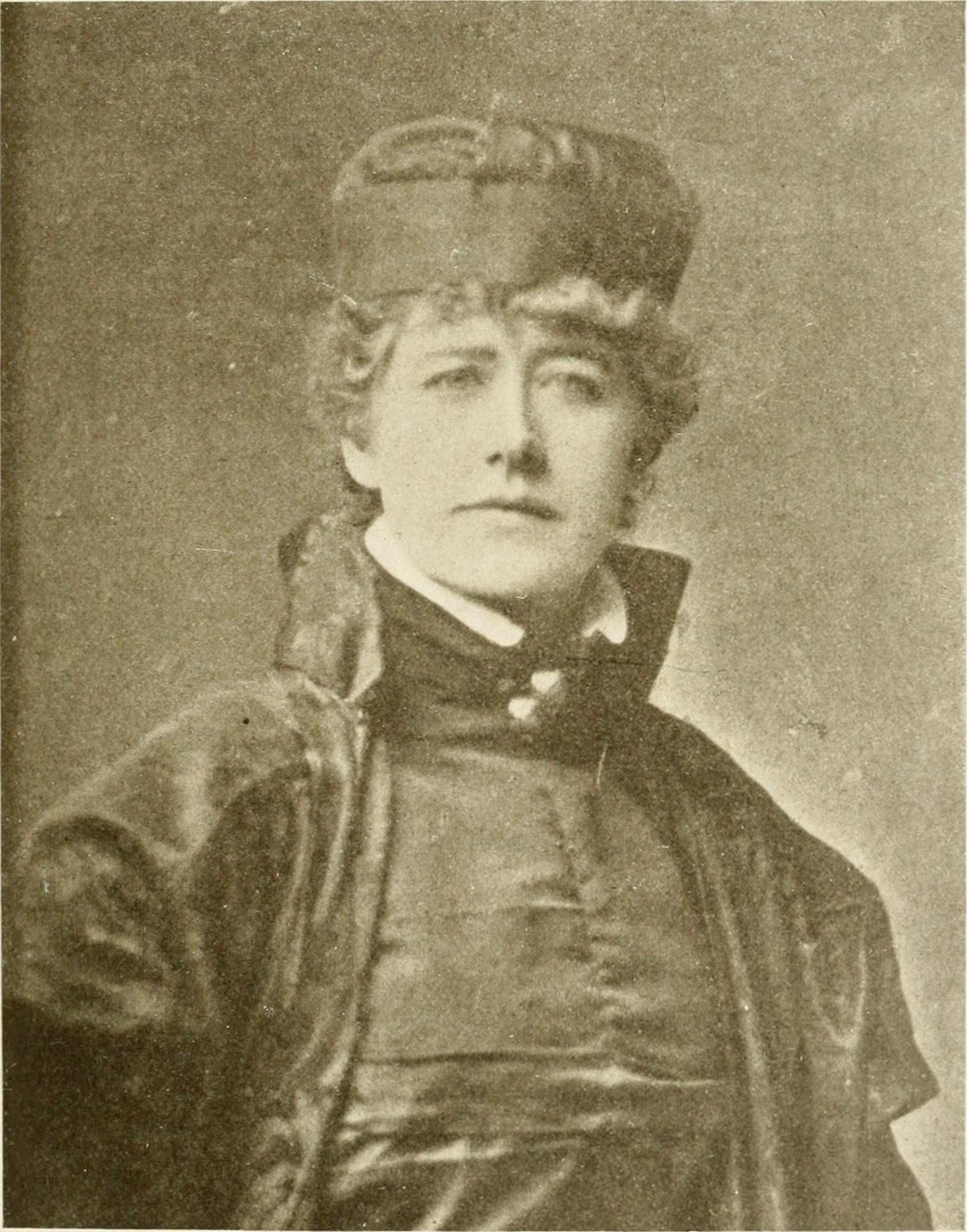
Ellen Terry en Portia dans The Merchant of Venice.
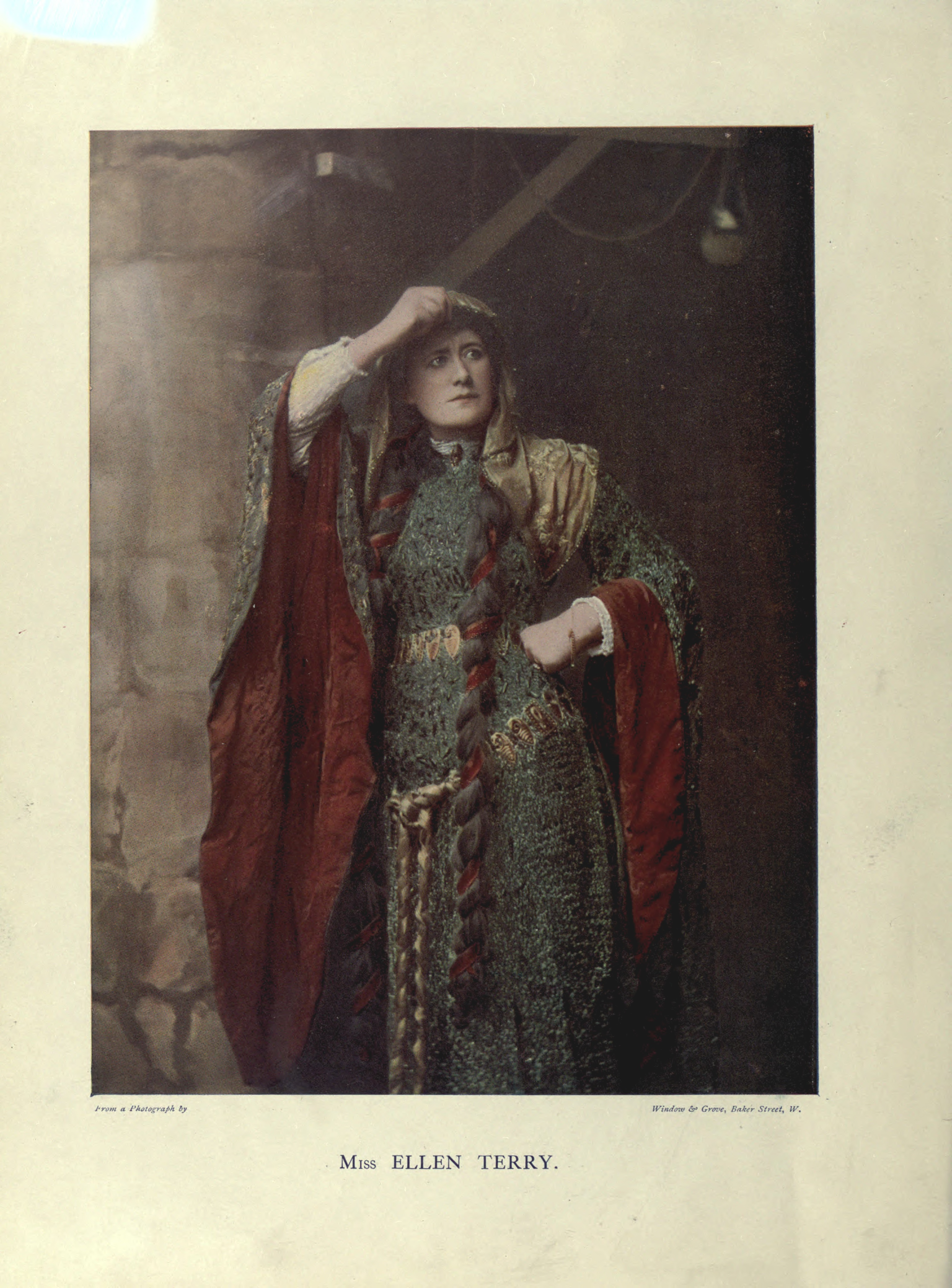
Ellen Terry en Lady Macbeth.
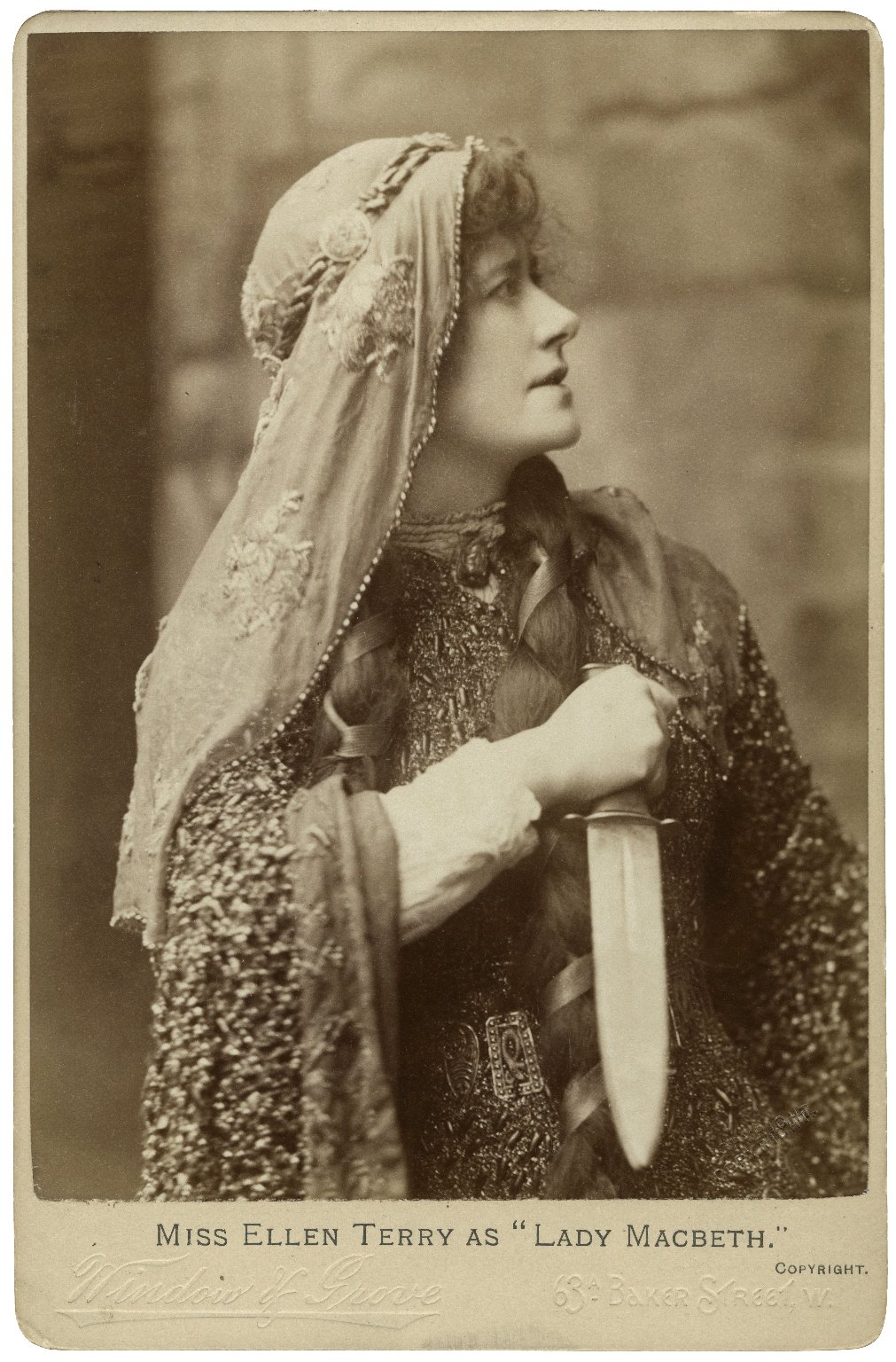
Ellen Terry en Lady Macbeth.
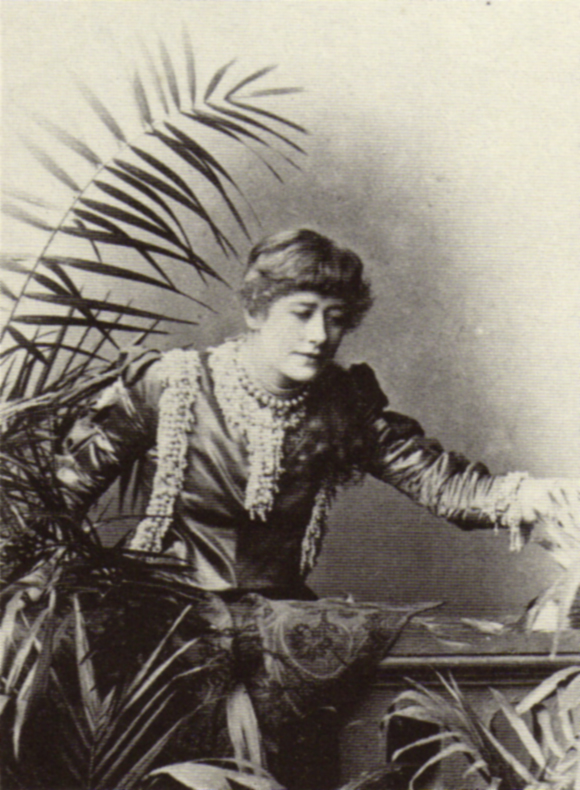
Ellen Terry en Juliet dans Roméo et Juliette.
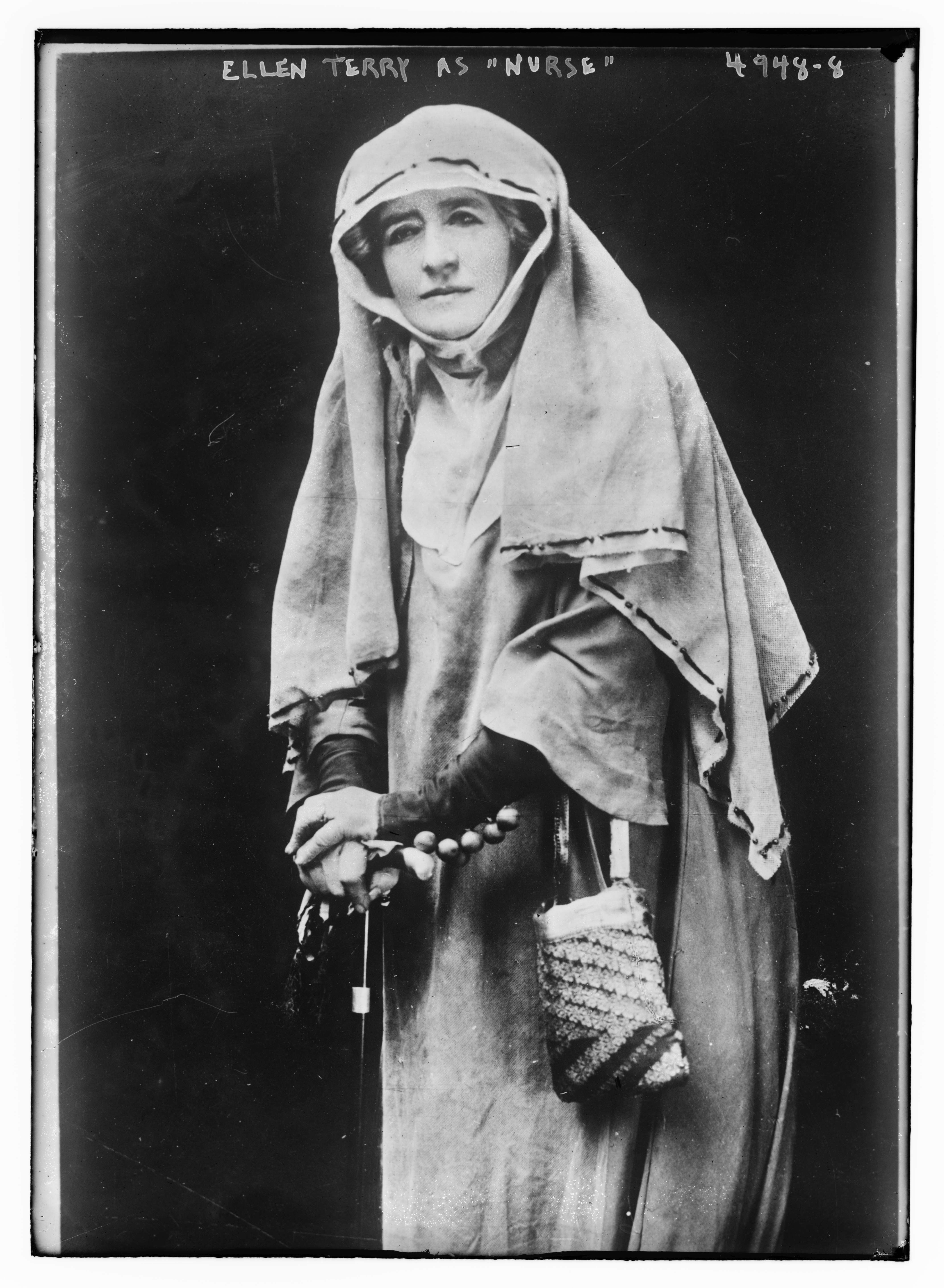
Ellen Terry en servante dans Roméo et Juliette.
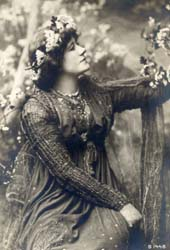
Ellen Terry en Guinevere dans King Arthur.
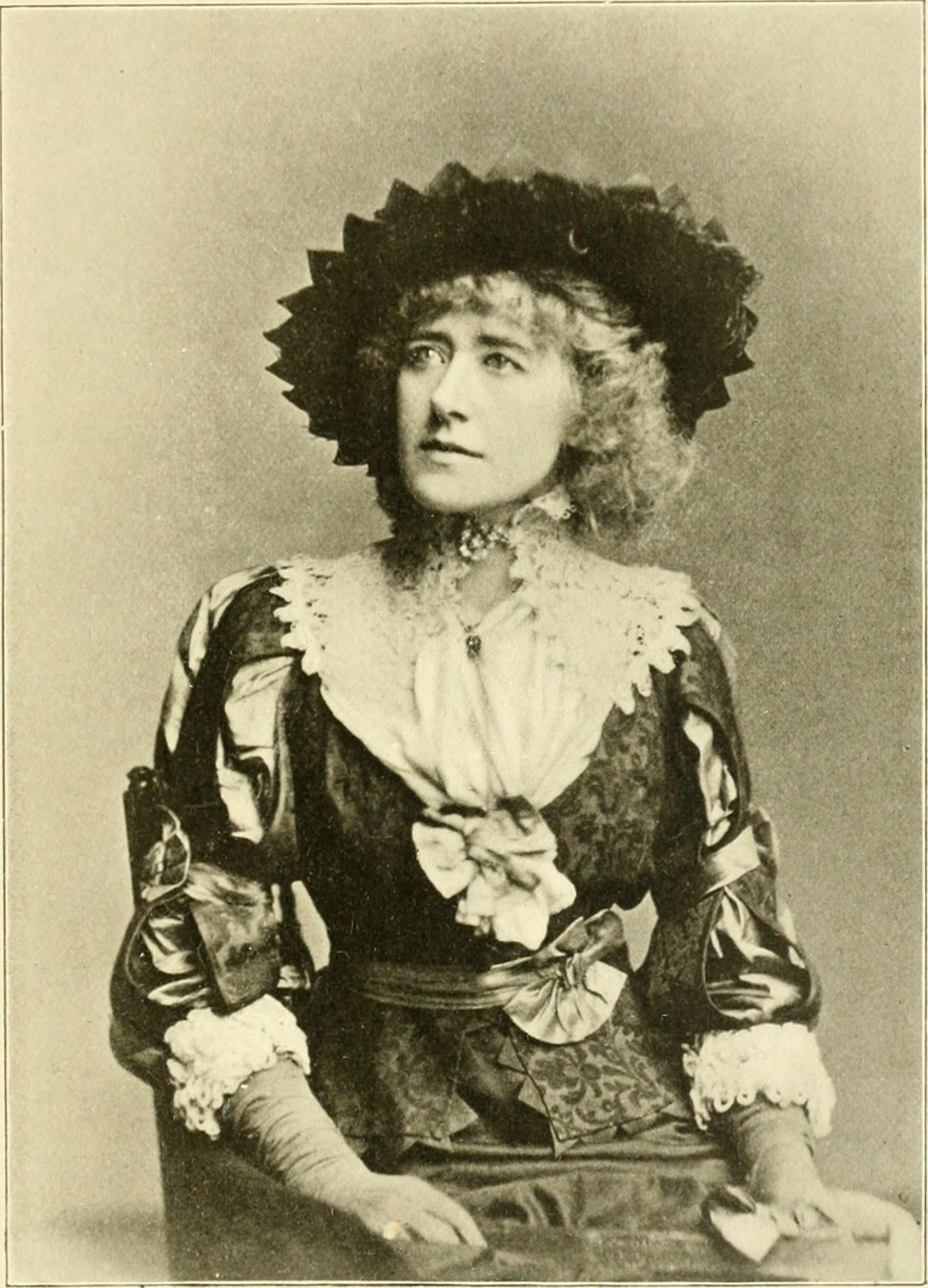
Ellen Terry en Henrietta Marie dans Charles I.
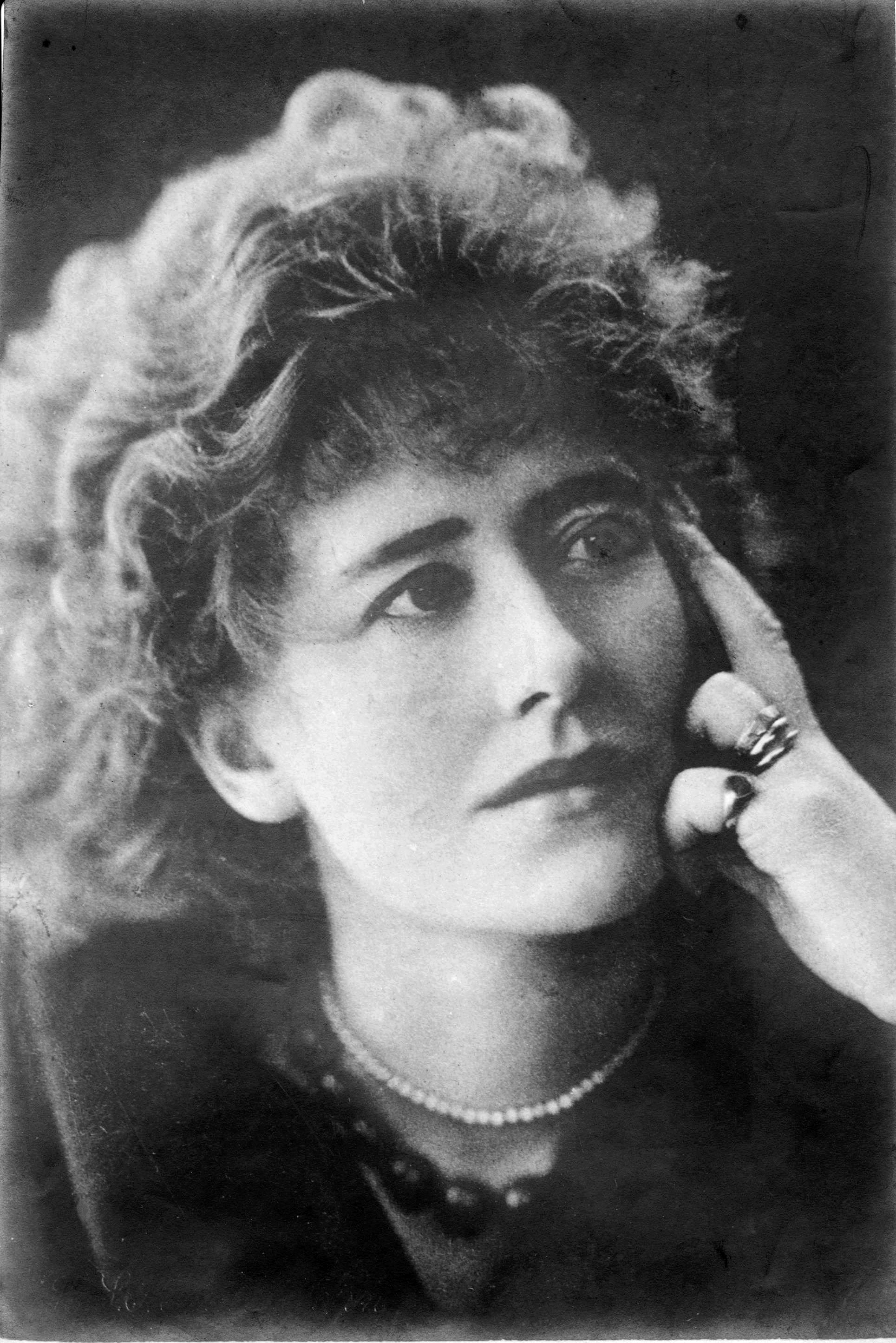
Photo d'Ellen Terry par Hayman Seleg Mendelssohn, en 1886.
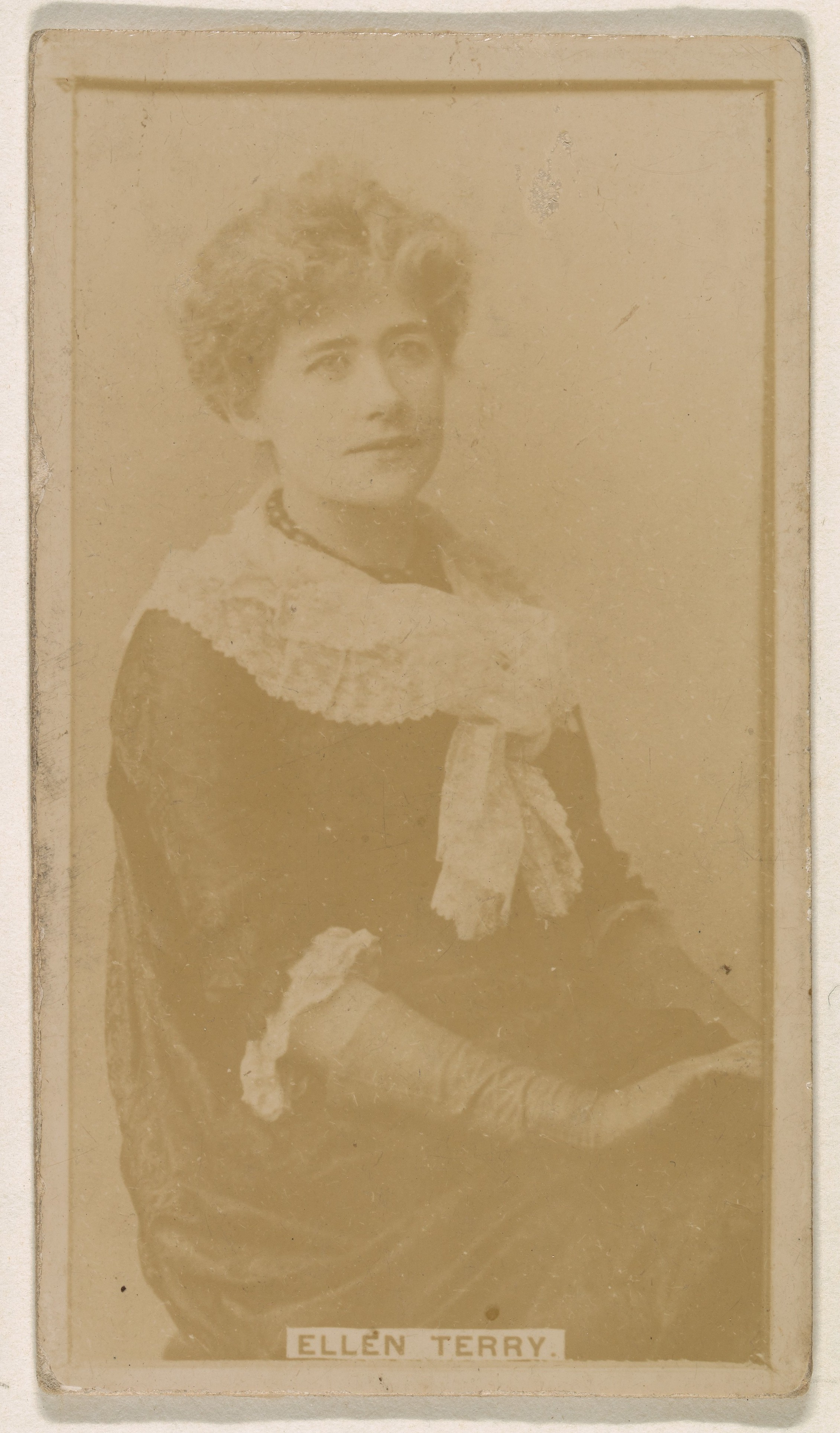
Photo d'Ellen Terry.
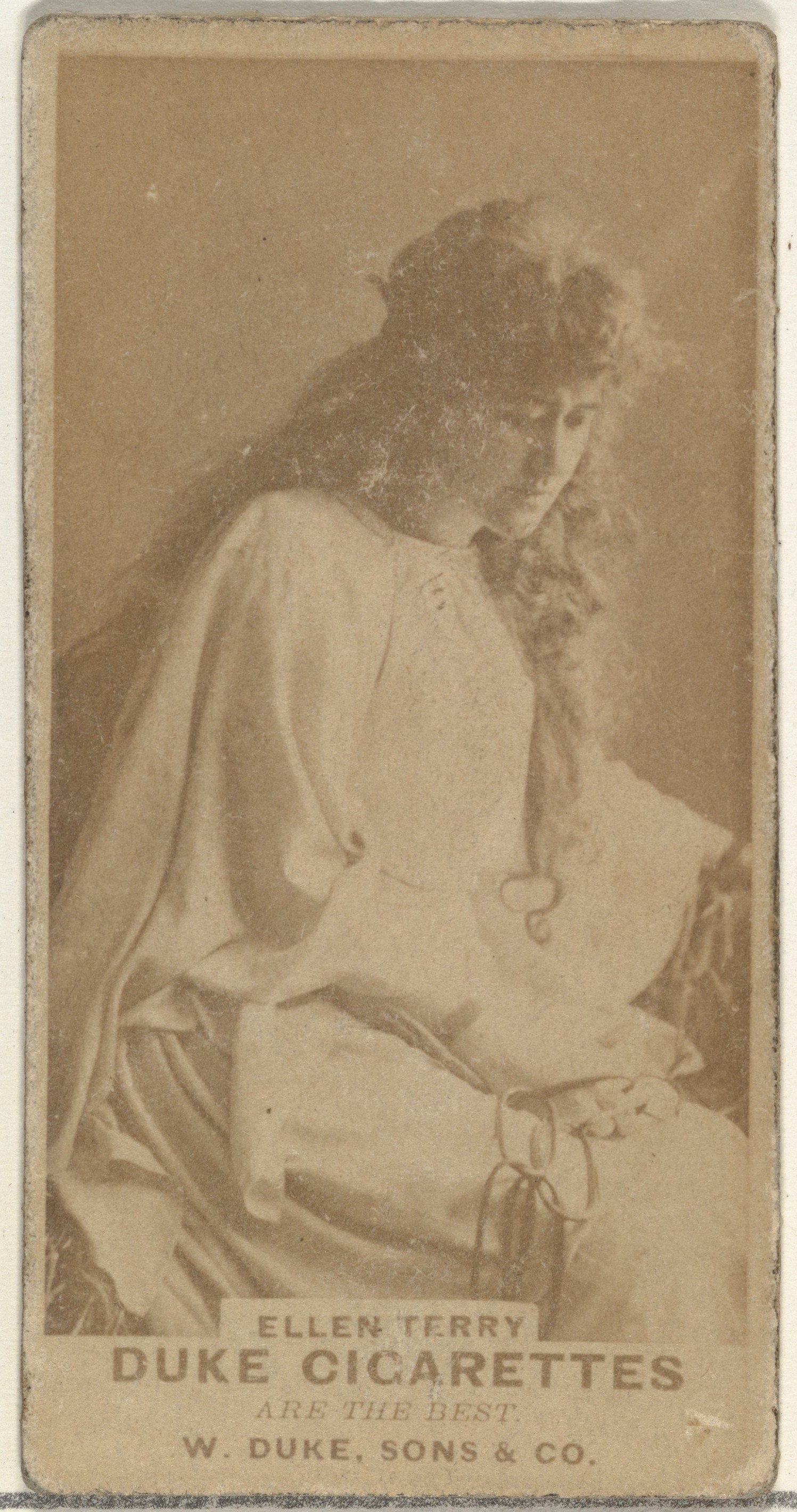
Photo d'Ellen Terry.
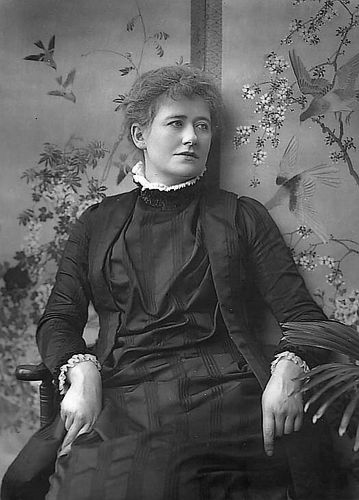
Photo d'Ellen Terry par Herbert Rose Barraud.
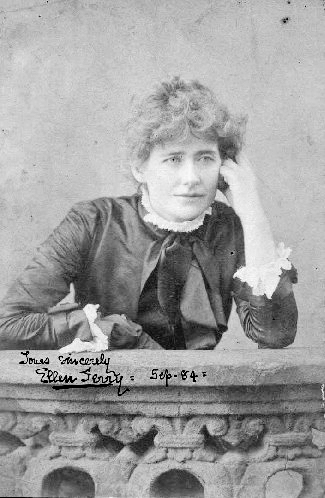
Photo d'Ellen Terry par Herbert Rose Barraud, en 1884.
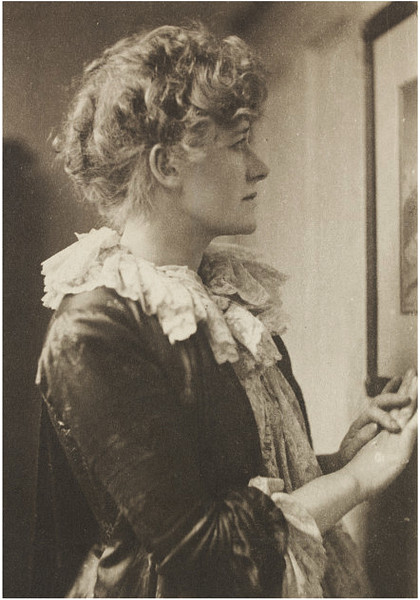
Photo d'Ellen Terry par Frederick Hollyer, en 1886.
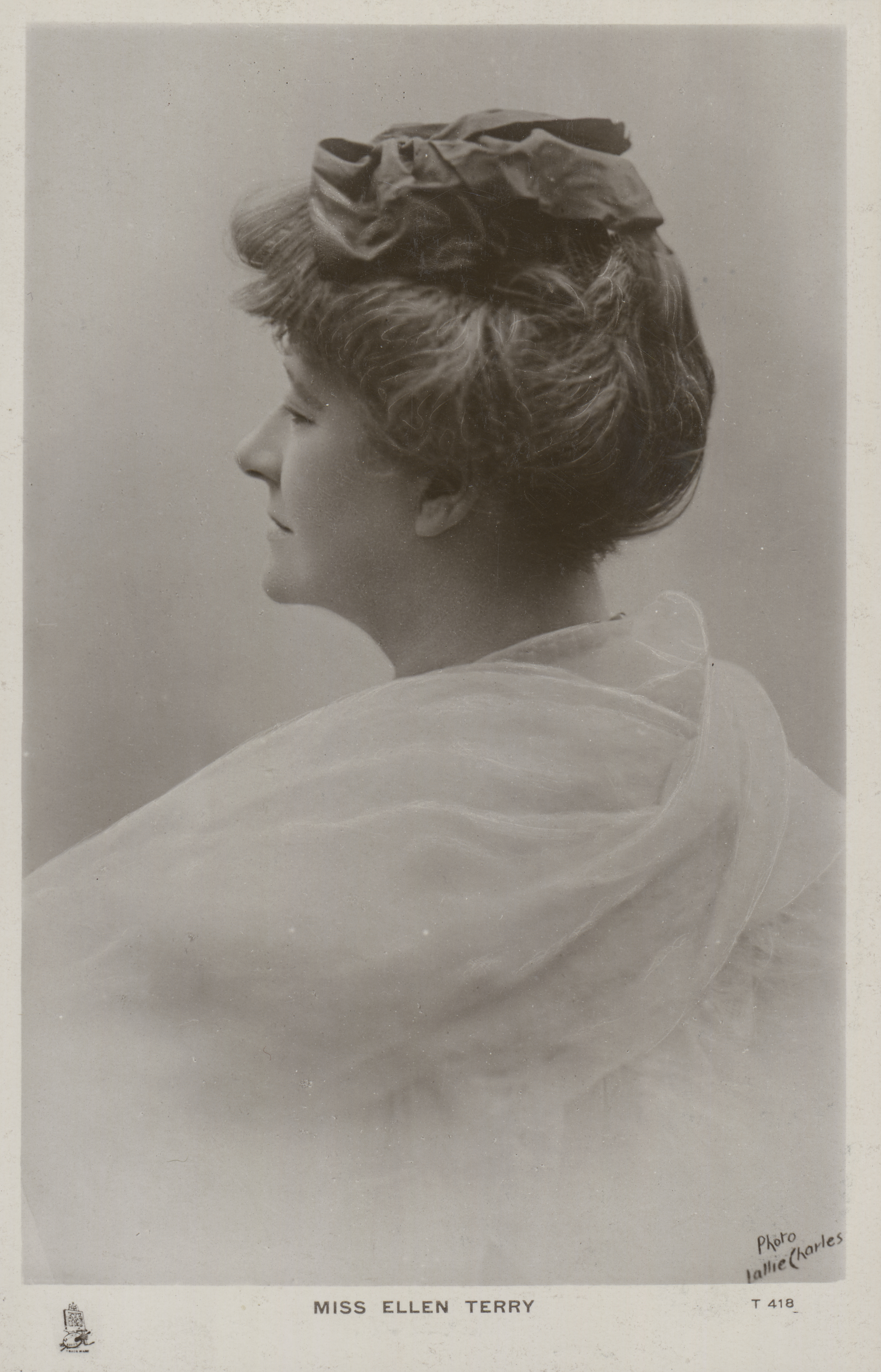
Photo d'Ellen Terry.
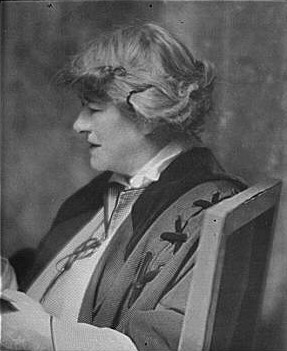
Photo d'Ellen Terry.
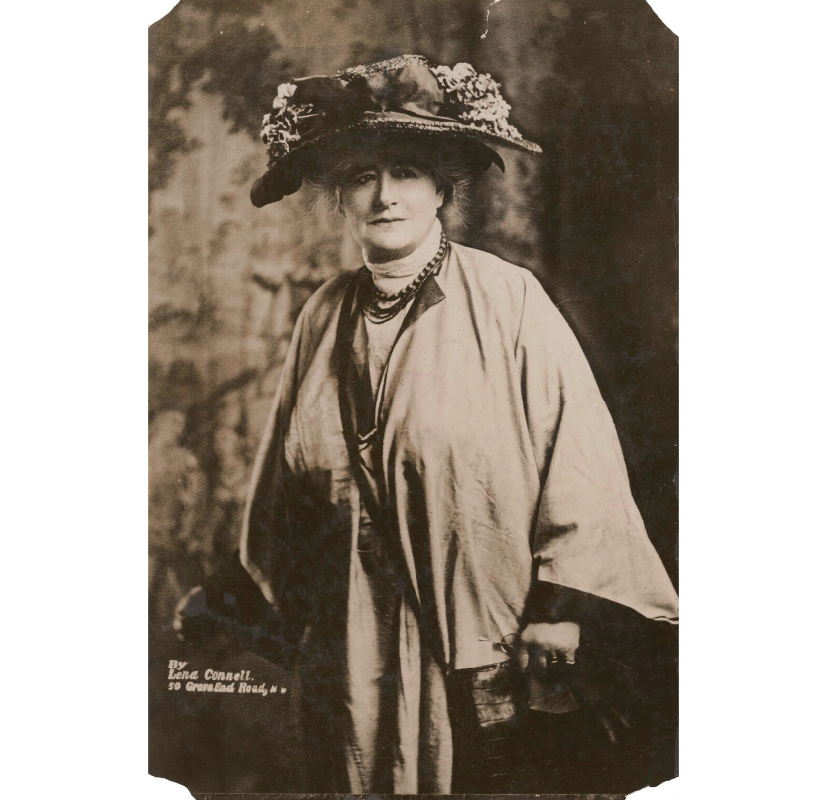
Photo d'Ellen Terry par Lena Connell, en 1910.
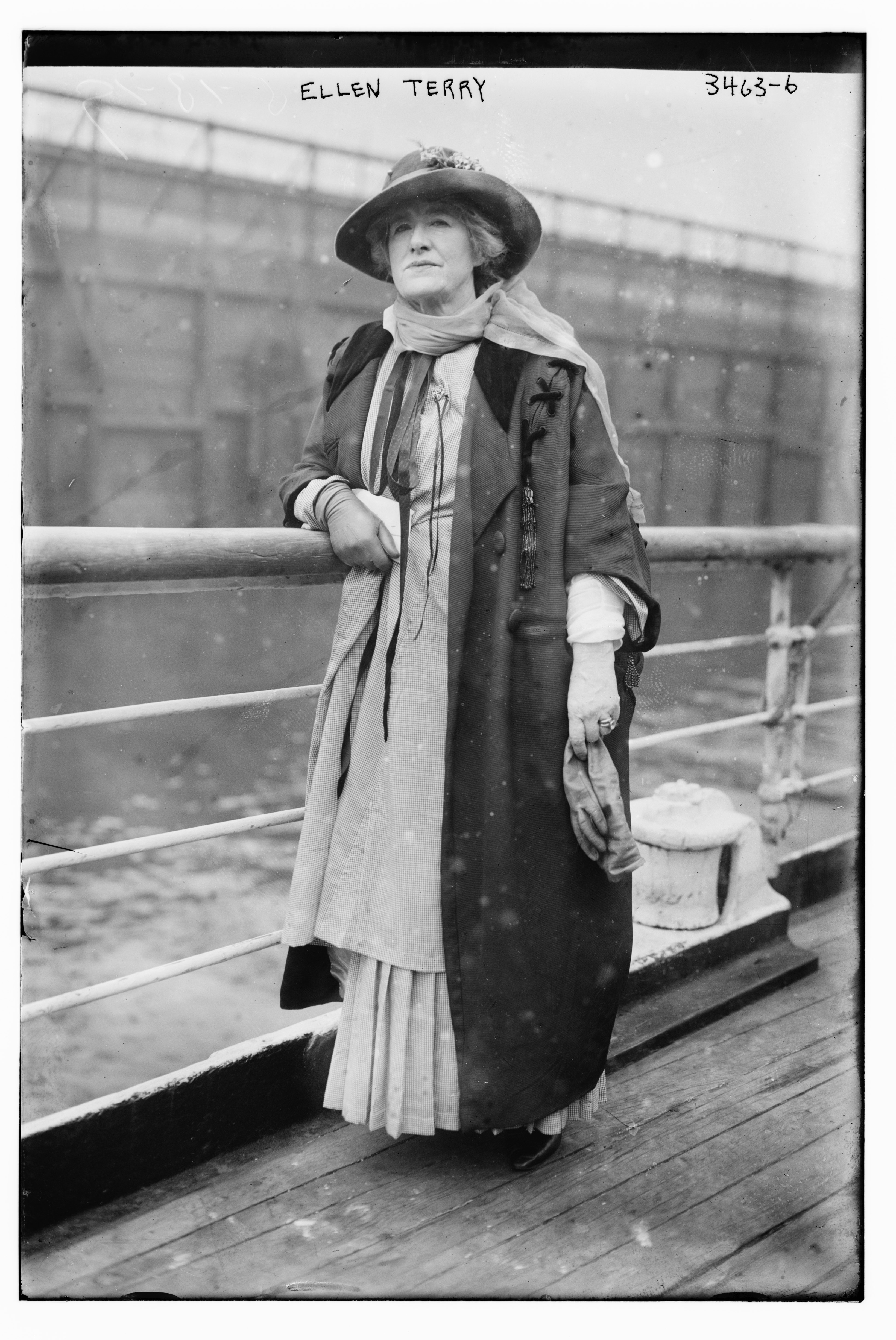
Photo d'Ellen Terry.
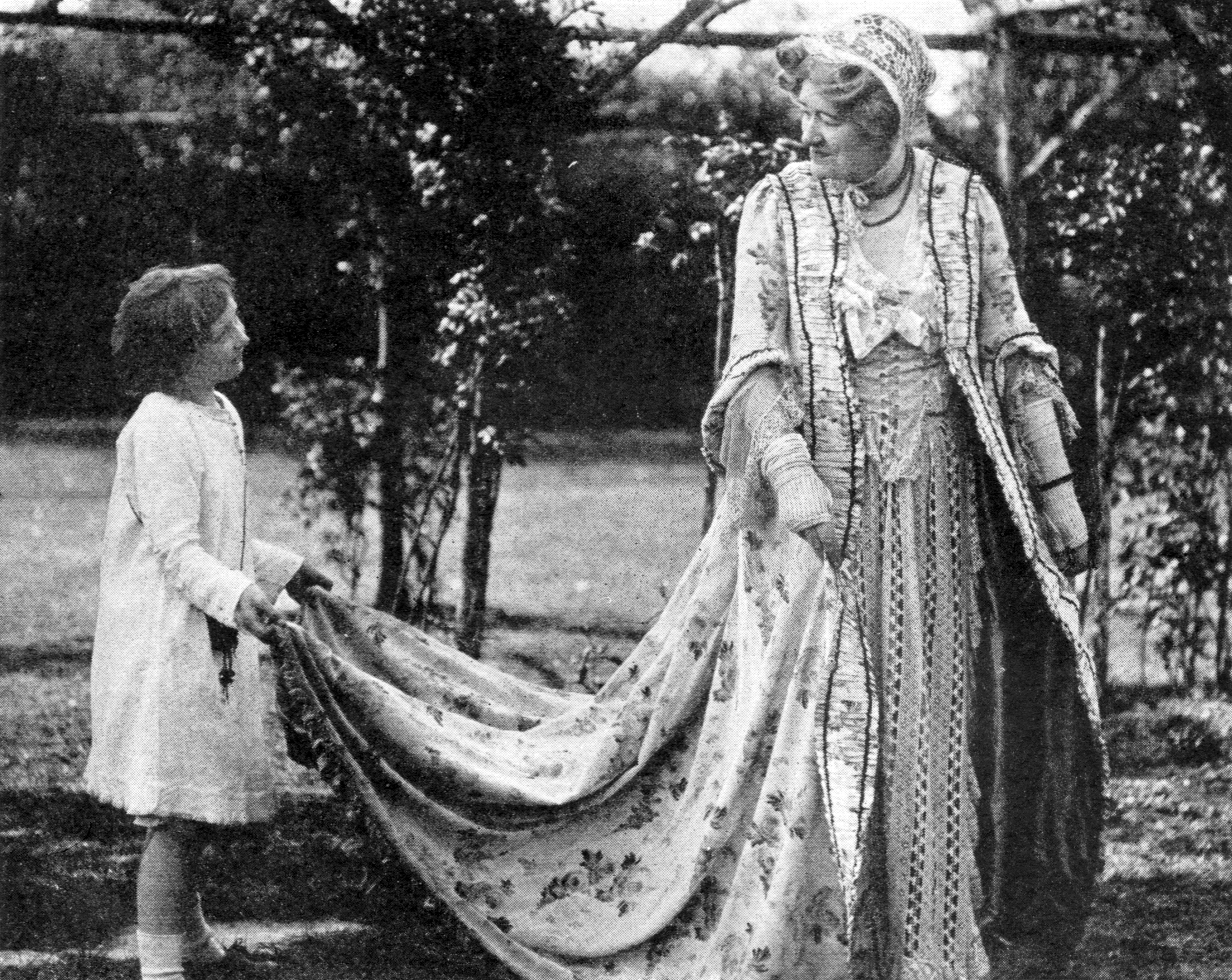
Ellen Terry dans son jardin avec sa petite-fille.
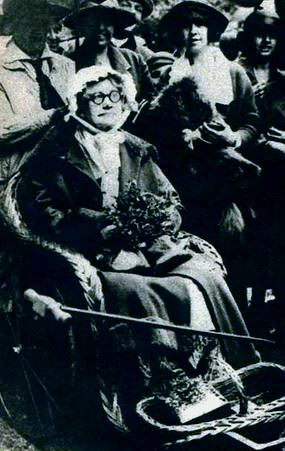
Ellen Terry devant le Walmer Castle, en 1922.
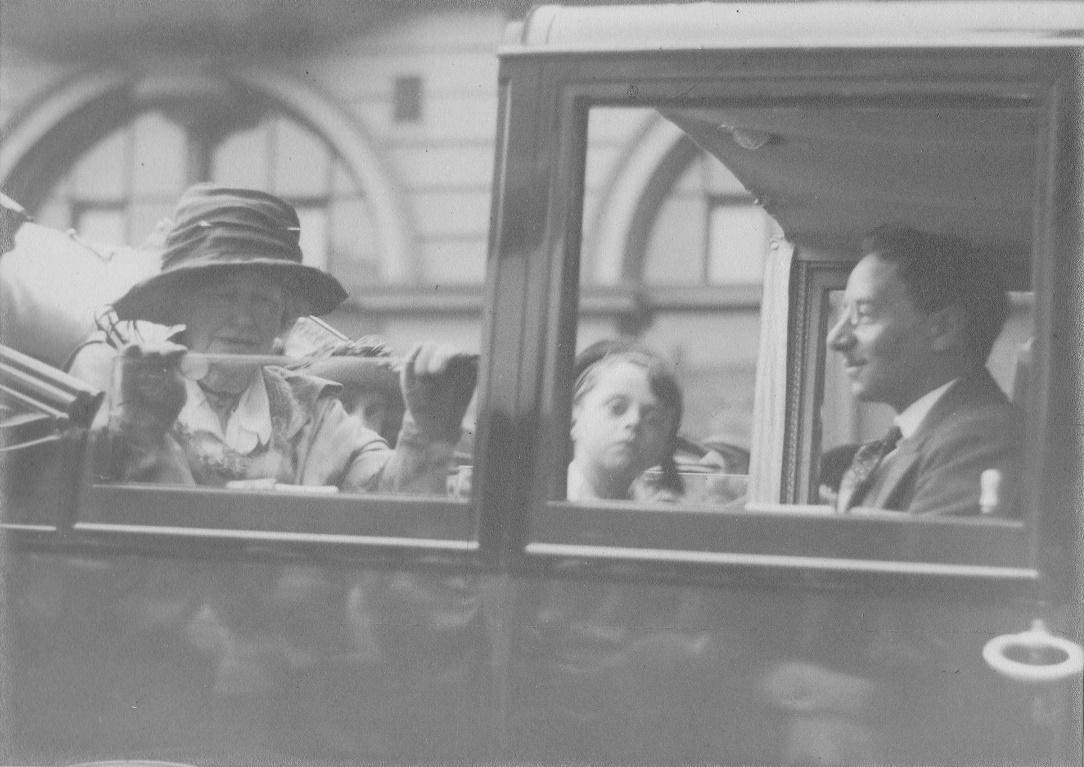
Ellen Terry, Ludwig Blattner et les enfants de ce dernier, en 1923.
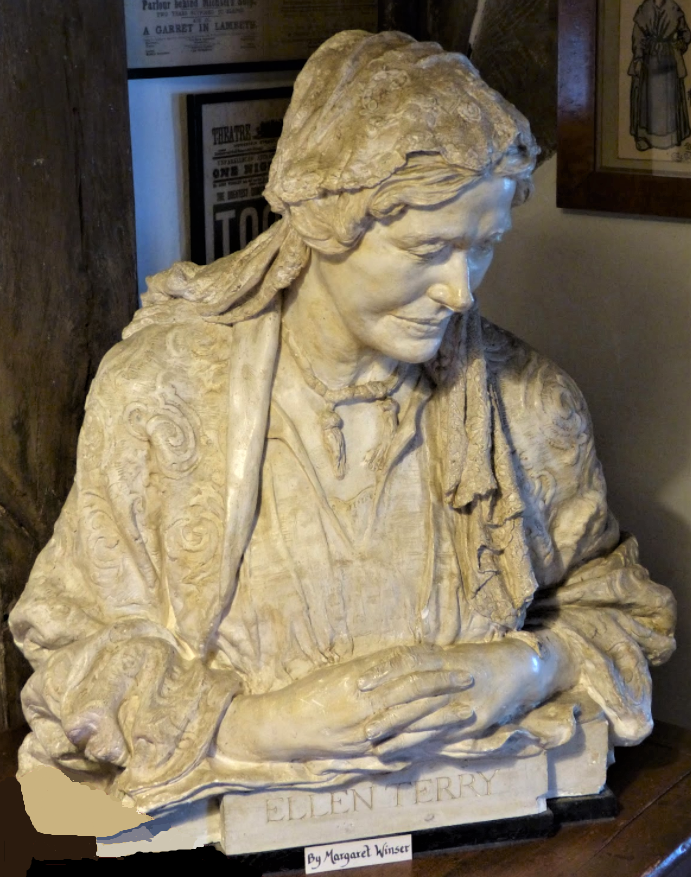
Buste d'Ellen Terry par Margaret Winser, à Smallhythe Place.

## Théâtre
- 1856 : Le Conte d'hiver (The Winter’s Tale), au Princess's Theatre (en) : Mamillius
- 1856 : Le Songe d'une nuit d'été (A Midsummer Night’s Dream), au Princess's Theatre : Puck
- 1858 : Le Roi Jean (King John), au Princess's Theatre : Prince Arthur
- 1859 : Macbeth, au Princess's Theatre : Fleance
- 1859 : Nine Points of the Law, au Olympic Theatre
- 1863 : Le Songe d'une nuit d'été (A Midsummer Night's Dream), au Theatre Royal de Bath : Titania
- 1864 : Our American Cousin, au Haymarket Theatre : Mary Meredith
- 1867 : A Sheep in Wolf's Clothing, au Adelphi Theatre
- 1867 : The Antipodes au Theatre Royal de Drury Lane
- 1867 : Still Waters Run Deep, au Queen's Theatre de Long Acre
- 1867 : La Mégère apprivoisée (The Taming of the Shrew) : Katherine
- 1874 : The Wandering Heir : Philippa Chester
- 1874 : It's Never Too Late to Mend : Susan Merton
- 1874 : Our Seamen : Helen Rolleston
- 1874 : The Honeymoon, au Crystal Palace : Volante
- 1874 : She Stoops to Conquer, au Crystal Palace : Kate Hardcastle
- 1875 : Le Marchand de Venise (The Merchant of Venice), au Prince of Wales Theatre : Portia
- 1876 : The School for Scandal : Lady Teazle
- 1876 : Ours : Blanche Haye
- 1876 : Olivia, au Court Theatre : Olivia
- 1878 : Hamlet, au Lyceum Theatre : Ophelia
- 1878 : The Lady of Lyons : Pauline
- 1879 : Le Marchand de Venise (The Merchant of Venice), au Lyceum Theatre : Portia
- 1879 : All is Vanity, or the Cynic's Defeat, au Lyceum Theatre : Iris
- 1879 : Charles I, au Lyceum Theatre : Henriette Maria
- 1880 : La Fille du roi René (King René's Daughter), au Lyceum Theatre : Iolanthe
- 1881 : Othello, au Lyceum Theatre : Desdémone[5]
- 1881 : The Cup, au Lyceum Theatre : Camma
- 1882 : Beaucoup de bruit pour rien (Much Ado About Nothing), au Lyceum Theatre : Beatrice
- 1882 : Roméo et Juliette (Romeo and Juliet), au Lyceum Theatre : Juliet
- 1883 : The Lyons Mail, au Lyceum Theatre : Jeanette
- 1883 : Nance Oldfield, au Lyceum Theatre : Nance Oldfield
- 1884 : La Nuit des rois (Twelfth Night), au Lyceum Theatre : Viola
- 1885 : Faust, au Lyceum Theatre : Margaret
- 1885 : Olivia, au Lyceum Theatre : Olivia
- 1888 : Macbeth, au Lyceum Theatre : Lady Macbeth
- 1892 : Henry VIII, au Lyceum Theatre : Queen Katherine
- 1892 : Le Roi Lear (King Lear), au Lyceum Theatre : Cordelia
- 1893 : Becket, au Lyceum Theatre : Rosamund de Clifford
- 1895 : King Arthur, au Lyceum Theatre : Guinevere
- 1897 : Cymbeline, au Lyceum Theatre : Imogene
- 1897 : Madame Sans-Gêne, au Lyceum Theatre : Madame Sans-Gêne
- 1901 : Coriolanus, au Lyceum Theatre : Volumnia
- 1902 : Le Marchand de Venise (The Merchant of Venice), au Lyceum Theatre : Portia
- 1902 : Les Joyeuses Commères de Windsor (The Merry Wives of Windsor) : Mistress Page
- 1903 : The Vikings, au Imperial Theatre : Hiordis
- 1905 : Alice-Sit-by-the-Fire : Alice
- 1906 : Captain Brassbound's Conversion, au Court Theatre : Lady Cecily Wayneflete
- 1906 : Le Conte d'hiver (The Winter's Tale), au His Majesty's Theatre : Hermione
- 1908 : Pinkie and the Fairies, au His Majesty's Theatre : Tante Imogène
- 1909 : A Pageant of Great Women : Nance Oldfield
- 1911 : The First Actress : Nell Gwynne
- 1916 : The Admirable Crichton : Darling
- 1917 : Le Marchand de Venise (The Merchant of Venice), au Old Vic Theatre : Portia
- 1919 : Roméo et Juliette (Romeo and Juliet), au Lyric Theatre : la servante
- 1925 : Crossings, au Lyric Hammersmith Theatre : Susan Wildersham

## Filmographie
- 1916 : Her Greatest Performance : Julia Lovelace
- 1918 : Victory and Peace : la veuve Weaver
- 1918 : The Invasion of Britain
- 1918 : Denny from Ireland : Eileen O'Connor
- 1920 : Pillars of Society : la veuve Bernick
- 1922 : Potter's Clay : Lady Merrall
- 1922 : The Bohemian Girl de Harley Knoles : Buda, l'infirmière